# Personnages de Fast and Furious

Cette page présente les personnages de la saga Fast and Furious.

## Personnages principaux

### Dominic Toretto
Interprété par Vin Diesel.

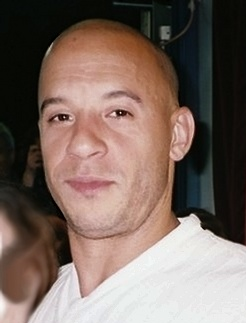

Il joue dans toute la saga Fast & Furious, en tant que personnage principal, excepté 2 Fast 2 Furious et fait une apparition à la fin de Fast and Furious: Tokyo Drift.
Dominic « Dom » Toretto est le leader d'une bande passionnée de rodéos urbains, il est le petit-ami de Letty et le frère de Jakob et de Mia. Dans le 1er film, il possède un garage où travaillent plusieurs de ses amis dont Jesse, Vince et Leon. Il rencontre Brian O'Conner dans son « restaurant » alors que Brian drague Mia, puis le retrouve lors d'une course de rue, qui finit par une poursuite avec la police. Dom se fait repérer par la police qui tente de l'arrêter, alors qu'il a caché sa voiture dans un parking, et Brian vient à son secours. Pour le remercier, Dom invite Brian à boire un verre chez lui avec les autres malgré les avertissements de Vince. Seulement, Dom ne sait pas que Brian est un policier infiltré chargé d'enquêter sur une série de détournements de camions. Il refuse d'accepter que les responsables puissent êtrur en prendre le contrôle, se fait tirer dessus par le chauffeur, se retrouvant en mauvaise posture alors que la voiture de Dom part en vrille, alors qu'il tente de sauver Vince. Brian arrive avec Mia et sauve Vince. Pendant que Brian appelle les secours, il révèle devant Vince qu'il est officier de police pour qu'ils arrivent plus vite. Dom, Letty, Leon et Mia s'enfuient, le premier envoyant les autres à l'abri alors qu'il part à la poursuite des malfaiteurs qui ont tué son ami Jesse avec sa Dodge Charger, mais pendant une course avec Brian il percute un camion et sa Dodge « s'envole ». Brian le laisse filer avec sa voiture alors que la police arrive.
Il réapparaît dans Fast and Furious 4 où sa sœur lui annonce que Letty est morte. Il décide de revenir à Los Angeles alors qu'il est recherché par la police. Sa sœur lui montre le lieu de l'accident et il découvre qu'elle a été tuée par un pilote qui roule au nitrométhane. Il cherche par-dessus tout à se venger et découvre avec l'aide de Brian que Braga n'était pas celui qu'ils pensaient être. Pour sauver Brian, il se rend à la police et est mis en prison à perpétuité.
Fast & Furious 5 s'ouvre sur l'évasion de Dom orchestrée par Brian, Mia, Rico et Tego. Brian, Mia et Dom se réfugient à Rio de Janeiro où ils doivent monter un dernier coup pour obtenir l'argent qui leur permettra de s'installer quelque part en cessant de fuir. Ils réunissent les meilleurs pilotes pour voler tout l'argent d'un certain Hernan Reyes, un trafiquant de drogue extrêmement puissant qui dirige les Favelas de Rio. Brian et Dom doivent alors être très rusés, car Reyes a mis tout son argent en sûreté dans un coffre dans les propres locaux de la Police. Après avoir volé le coffre avec l'aide de Luke Hobbs, chaque membre de l'équipe part chacun de son côté vivre sa vie.
Dans Fast and Furious 6, Hobbs retrouve Dom, et lui demande de l'aider à capturer le criminel Owen Shaw. Dom refuse, mais change d'avis quand Hobbs lui montre une photo de Letty prise lors d'un récent cambriolage à Berlin. Il demande à Brian de l'aider, et reforme l'équipe. Quand Dom revoit Letty, elle lui tire dessus, car elle ne se souvient pas de lui. Dom l'affronte dans une course de rue à Londres, et gagne. Letty retourne sa veste à la suite du sauvetage de Dom pendant la poursuite du tank et rejoint la bande pour affronter Shaw, sentant que quelque chose de puissant la relie à lui. Ayant rempli sa mission, Dom obtient la fin des poursuites contre son équipe et leur permet à tous de rentrer à Los Angeles pour rester en famille.
Dans Fast and Furious 7, Dom emmène Letty au Race Wars, lieu emblématique de la course automobile et rempli de souvenirs de leur vie auprès de leur équipe. Dom fait participer Letty en lui donnant des conseils qu'elle ne suit pas, comme d'habitude. Il la regarde remporter la course, mais déstabilisée par la foule, elle frappe Hector avant de s'enfuir. Dom la retrouve dans un cimetière où elle contemple sa tombe. Il veut la détruire, mais elle refuse, lui expliquant que la date sur la pierre est bien celle de la mort de Letty, et sa date de naissance. Elle s'enfuit. Quelque temps plus tard, Mia annonce à son frère qu'elle attend un enfant, il l'encourage à le dire à Brian mais leur maison explose durant leur discussion. À l'hôpital, Dom rejoint Hobbs, gravement blessé, et lui demande qui est responsable de cela. Hobbs le fait aider par un ami, M. Personne (Mr Nobody en VO) pour capturer Deckard Shaw qui veut tuer toute la bande de Dom. À la fin du film, il affronte Shaw et échappe de peu à la mort. Letty lui dit qu'elle se souvient de toute leur histoire, y compris de leur mariage secret en République Dominicaine (ce que tout le monde ignorait), il ouvre enfin les yeux et lui dit que ce n'est pas trop tôt. Lors de la dernière scène du film il observe avec les autres Brian jouer avec Mia et leur fils sur la plage, comprenant que sa place est avec sa famille et que leurs routes se séparent. En voix off, il explique que Brian et lui seront toujours des frères, et qu'ils ne se quitteront jamais vraiment.
Dans Fast and Furious 8, il passe une seconde lune de miel à La Havane à Cuba avec Letty et rencontre dans une rue de Cuba une mystérieuse blonde nommée Cipher qui insiste pour qu'il travaille avec elle, lui montrant une photographie qui le convainc de lui obéir. Lors d'une mission à Berlin, Dominic percute le véhicule de Luke Hobbs et vole une arme pour la fournir à Cipher. Elle est en fait une cyber-terroriste qui a kidnappé son ex-petite amie Elena, ainsi que leur fils, dont il ignorait l'existence. Pour les protéger, il continue à obéir aux ordres de Cipher, mais contacte en secret une mystérieuse femme. Ayant refusé de tuer Letty alors qu'il venait de voler les codes de l'arme atomique russe, il voit impuissant le bras droit de Cipher tuer Elena, qui continue à faire pression sur lui en menaçant son fils. C'est alors que son équipe est poursuivie par un sous-marin sur la banquise que l'on comprend qu'il a agi dans l'ombre en chargeant Deckard Shaw, qu'il était censé avoir tué, de sortir son fils de l'avion où Cipher le retenait. Il sauve son équipe, qui le sauve à son tour de l'explosion du sous-marin. Réunie à New York, la familia se retrouve autour d'un repas, et il leur présente son fils, nommé Brian Marcos.
Dans Fast and Furious 9, Dom retrouvera et affrontera son petit frère Jakob Toretto, qu'il avait banni à la suite de la mort de son père dont il était en partie responsable. Mais finalement ils se réconcilieront et Dom lui laissera sa voiture pour s'enfuir.
Dans Fast and Furious 10, la vie tranquille de Dominic Toretto avec Letty et leur fils Brian est bouleversée lorsqu'une menace vengeresse surgit sous la forme de Dante Reyes. D'abord, alors que l’équipe de Dom se retrouve piégée lors d'une mission à Rome visant à intercepter une puce informatique, il intervient héroïquement en détournant une bombe vers le Tibre pour limiter les dégâts, au prix de voir ses proches accusés de terrorisme et devenus fugitifs. Poursuivant son combat pour protéger sa famille, Dom se rend à Rio de Janeiro où, lors d'une course risquée, il sauve Isabel tout en subissant la perte d’alliés à cause d’une explosion orchestrée par Dante. L’action atteint son paroxysme lorsqu’après avoir sauvé Brian d’une tentative d’enlèvement, Dom se retrouve à conduire sa voiture sur un barrage truffé d’explosifs par Dante. Au moment où les charges sont sur le point de détoner, le film se termine sur une fin ouverte, laissant le sort de Dom et de son fils dans le doute.
Apparitions
- Fast and Furious (2001)
- Fast and Furious: Tokyo Drift (2006) (participation exceptionnelle)
- Los Bandoleros (court-métrage) (2009)
- Fast and Furious 4 (2009)
- Fast and Furious 5 (2011)
- Fast and Furious 6 (2013)
- Fast and Furious 7 (2015)
- Fast and Furious 8 (2017)
- Fast and Furious 9 (2021)
- Fast and Furious 10 (2023)

Voitures conduites
- 00 Mazda RX-7
- 95 Honda Civic
- 70 Dodge Charger R/T
- 95 Toyota Supra RZ
- 70 Plymouth Road Runner
- 66 Pontiac Bonneville
- 87 Buick Grand National
- 09 Subaru Impreza WRX STI
- 73 Chevrolet Camaro
- 63 Chevrolet Corvette Stingray Grand Sport
- 11 Dodge Charger R/T Police Car
- 10 Dodge Challenger SRT8
- 05 BMW M5 (E60)
- 69 Dodge Charger Daytona
- 74 Plymouth Hemi Cuda
- 15 Dodge Charger
- 14 W Motors Lykan HyperSport
- 68 Dodge Ice Charger R/T (8e film)

### Brian O'Conner

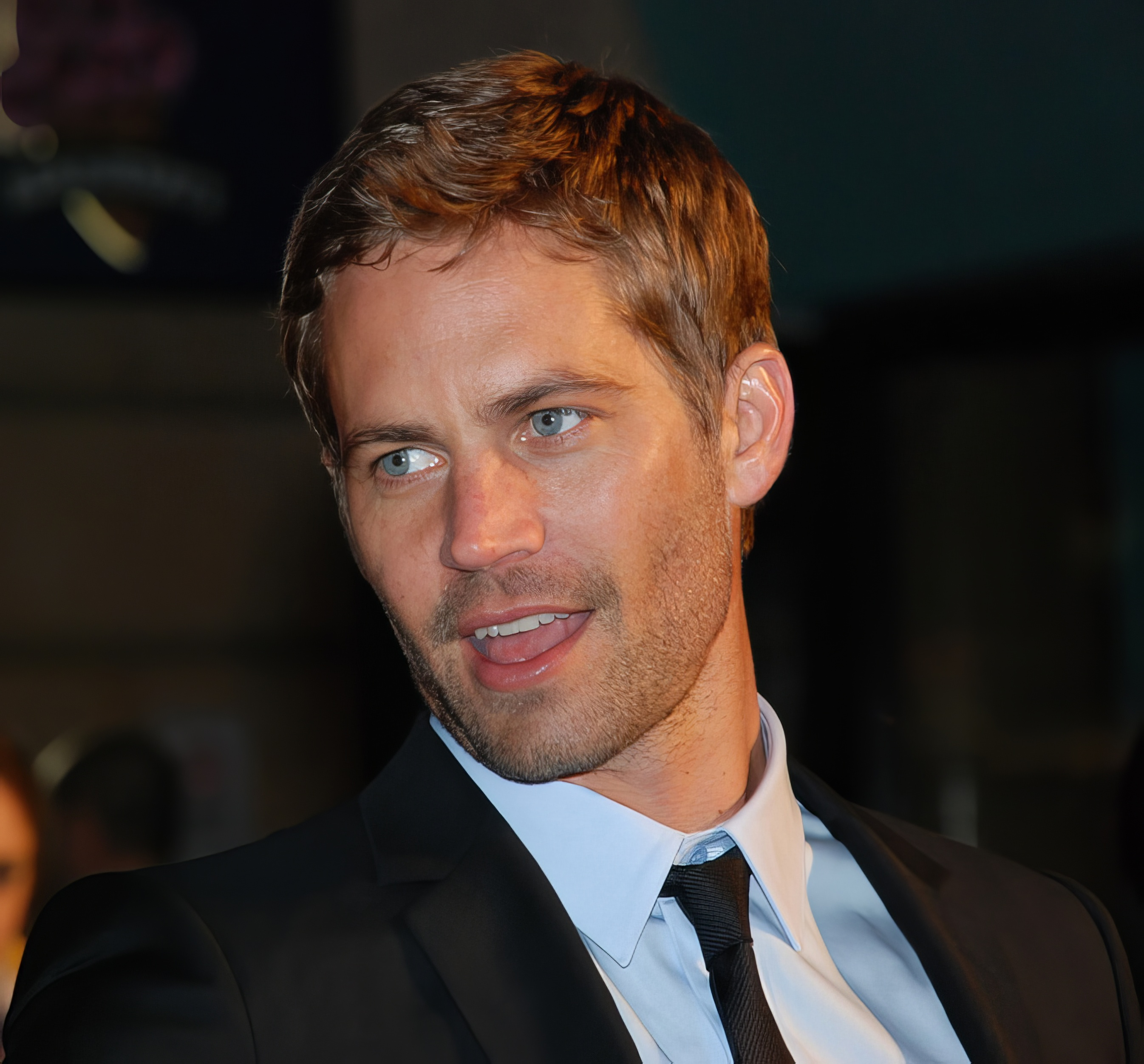
Paul Walker

Interprété par Paul Walker jusqu'à son décès en 2013.
Il apparaît dans tous les films de la saga jusqu'au 7e volet, excepté Fast and Furious: Tokyo Drift. On voit dans le deuxième épisode de la saga qu'il est né le 29 août 1973. Dans le 1er film, Brian O'Conner est un policier du LAPD travaillant sous couverture en collaboration avec le FBI. Il est chargé d'enquêter sur une série de détournements de semi‑remorques autour de Los Angeles. Lors d'une course de rue, il rencontre Dominic Toretto et infiltre son équipe. Il se rapproche de la sœur de Dom, Mia. Il permet ensuite à Dom d'échapper à la police en lui laissant sa Toyota Supra, à la fin du premier film, et quitte Los Angeles pour éviter sa propre arrestation. Dans le deuxième film, il vit désormais à Miami. Il se fait arrêter par le service des douanes à la suite d'une course de rue. On lui propose alors de participer à une opération des douanes avec le FBI, en échange d'un casier judiciaire vierge. Il s'associe avec son ami d'enfance Roman, avec qu'il a été en prison pour jeunes, pour se faire passer pour des pilotes auprès du trafiquant Carter Verone,
Dans le 4e film, il a été réhabilité et travaille pour le FBI. Sa nouvelle mission consiste à infiltrer l'entourage du trafiquant de drogue Arturo Braga. Alors que Dom se joint à lui pour venger Letty, il se fait arrêter, puis emprisonner. Brian, Mia, Rico et Tego interceptent le bus menant Dom à la prison.
Dans Fast and Furious 5, il vit caché à Rio de Janeiro. Pour se faire blanchir et recouvrer leur liberté, ils doivent monter un dernier coup. Ils réunissent les meilleurs pilotes et les meilleurs partenaires possibles, pour faire tomber le riche homme d'affaires de Rio : Hernan Reyes. De plus, l'impitoyable agent fédéral Luke Hobbs est sur leurs traces. Brian apprend alors que Mia est enceinte.
Dans Fast and Furious 6, Mia donne naissance à Jack O'Conner. Ils vivent en cavale, tranquillement aux Îles Canaries. Mais Brian et les autres sont amenés à partir en Europe sur les traces d'Owen Shaw. Ils sont aidés par Hobbs.
Dans Fast and Furious 7, il rejoint Dom pour affronter Deckard Shaw. Il apprend par la suite au téléphone que Mia est enceinte d'une petite fille. Il décide alors de se consacrer à sa famille après avoir emprisonné Shaw. Après une sortie à la plage, il fait ses au revoir à Dom sur la route. Ce film marque la dernière apparition de Paul Walker (décédé dans un accident de la route le 30 novembre 2013, au milieu du tournage) dans le rôle de Brian O'Conner, que l'on ne revoit donc pas à l'écran dans les opus suivants.
Bien qu'il n'apparaisse pas physiquement dans Fast and Furious 8, Roman propose à l'équipe de le contacter afin de retrouver Dom. Mais Letty refuse, affirmant qu'il est inutile de le mêler lui et Mia à ces histoires, et de les laisser vivre leur vie de famille. A la fin du film, Dom appelle son fils "Brian" en son hommage.
Apparitions
- Fast and Furious (2001)
- Turbo-Charged Prelude (court-métrage) (2003)
- 2 Fast 2 Furious (2003)
- Fast and Furious 4 (2009)
- Fast and Furious 5 (2011)
- Fast and Furious 6 (2013)
- Fast and Furious 7 (2015)
- Fast and Furious 10 (2023 (Image d’archive)

Voitures conduites
- 95 Mitsubishi Eclipse GSX (Version us 420A)
- 99 Ford F150 SVT Lightning
- 95 Toyota Supra RZ
- 99 Mitsubishi 3000GT VR-4
- 02 Nissan Skyline GT-R R34 V-Spec II
- 03 Mitsubishi Lancer Evolution VII
- 69 Chevrolet Yenko Camaro
- 92 Ford Crown Victoria Police Car
- 02 Nissan Skyline GT-T R34 V-Spec II Nür
- 01 Hummer H1 Alpha
- 09 Subaru Impreza WRX STI
- 70 Dodge Charger R/T
- 72 Nissan Skyline 2000GT-R
- 11 Porsche 911 GT3 RS
- 11 Dodge Charger R/T Police Car
- 10 Dodge Charger SRT8
- 12 Nissan GT-R R35
- 05 BMW E60 M5
- 71 Ford Escort Mk I
- 13 Alfa Romeo Giulietta
- 13 Nissan GT-R R35
- 11 Chrysler Town and Country
- 09 Subaru Impreza WRX STI
- 11 Mclaren MP4-12C
- 12 Chevrolet Tahoe (GMC Yukon XL)
- 15 Nissan GT-R R35
- 98 Toyota Supra Turbo TRD  (sa voiture dans la vraie vie / conduite par son frère pour la scène de fin)

### Luke Hobbs
Interprété par The Rock / Dwayne Johnson

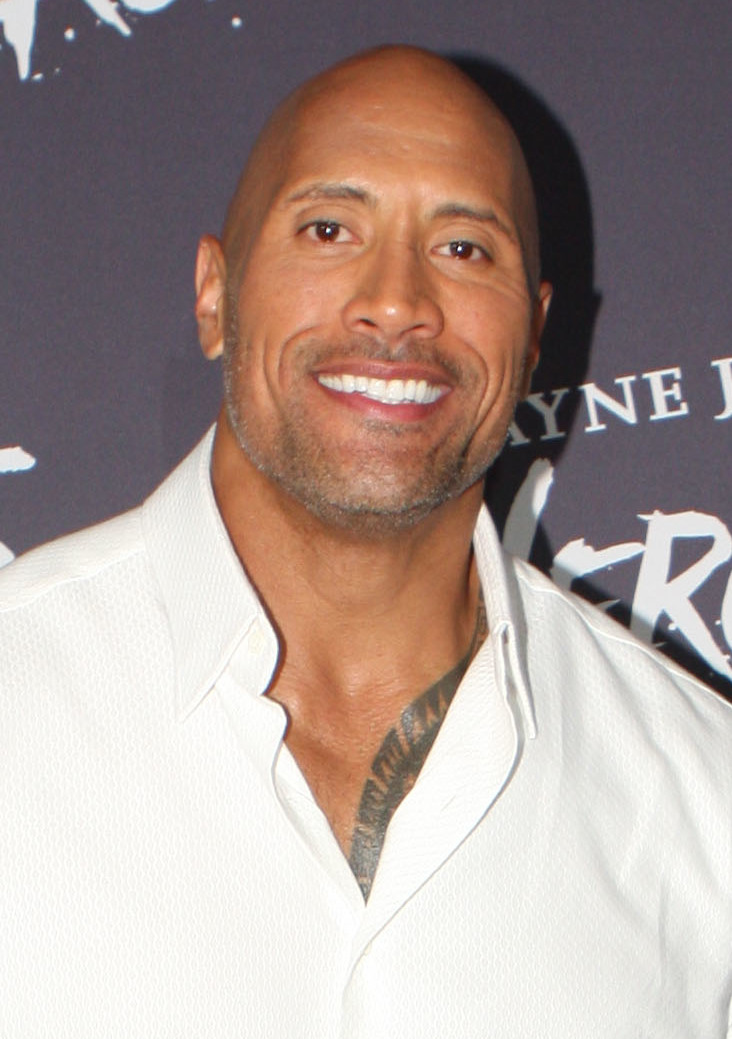

Lucas "Luke" Rebecca Hobbs dirige l’unité d’intervention de la Sécurité Diplomatique avec une réputation qui le précède. C'est un monstre de muscles qui ne s'arrête jamais avant d'avoir atteint sa cible, suivant les ordres à la lettre. Il est assigné à la traque de Dominic, Mia et Brian dans Fast and Furious 5, après la mort de trois agents de la DEA. Il les suit à la trace avec une équipe suréquipée attaquée par les hommes du criminel Hernan Reyes alors qu'ils viennent de les capturer. Mû par un désir de vengeance après la mort de ses équipiers, il les aide à voler le coffre-fort de Reyes, avant d’abattre ce dernier en représailles. Bien qu’il soit reconnaissant envers Dom et Brian, il reste professionnel et leur donne 24 heures avant de les pourchasser à nouveau. Dans une scène en caméo à Washington, DC après le générique de fin, Hobbs reçoit un dossier de Monica Fuentes comportant une photo de Letty, qui, malgré sa disparition officielle, semble impliquée dans un cambriolage à Berlin.
Dans Fast and Furious 6, il est amené à persuader Dom de l'aider et ainsi de réformer son équipe pour stopper le criminel Owen Shaw. Il leur promet d'effacer leur dossier s'ils réussissent à l'arrêter. Au cours du film, il apparaît de plus en plus clairement qu'il considère Dom sinon comme un ami, au moins comme un allié en qui il a confiance.
Dans Fast and Furious 7, il est envoyé à l'hôpital par le frère d'Owen Shaw, Deckard Shaw. Quand il se réveille, il demande à Elena d'appeler Dom, signe indiscutable qu'il le considère comme le plus apte à régler le problème. Il lui explique ce qu'il sait de Deckard Shaw, en précisant que le gouvernement ne souhaite pas que quiconque intervienne. À mots (très peu) couverts, il lui demande tout de même de ne pas le rater. À la fin du film, voyant aux informations TV les explosions dans la ville, il comprend de suite que l'équipe est en difficulté, il brise son plâtre, « emprunte » une ambulance et va les aider en mettant hors-service le drone du mercenaire Jakande. Craignant comme les autres que Dominic soit mort, il est soulagé quand celui-ci se réveille.
Au début de Fast and Furious 8, il entraîne l'équipe de football de sa fille, mais est envoyé en mission à Berlin récupérer un EMP. Dom, sous la contrainte de Cipher, le vole à son tour, envoyant Hobbs directement en prison (la mission était censée rester secrète et non couverte par le gouvernement). Grâce à l'intervention de Mr Nobody, il prend la tête de l'équipe de Dom pour l'arrêter. Avant l’assaut de la base sous-marine, il révèle à Letty être prêt à abattre Dom si la situation l’exige. Cependant, grâce à Deckard et Owen Shaw, Dom retourne vers sa famille et Hobbs l’épargne en étant heureux de le revoir. Entièrement blanchi après la victoire contre Cipher, il refuse de reprendre son poste pour se consacrer à sa fille. On ne sait rien de la mère de sa fille.
Dans Hobbs and Shaw, il est forcé à collaborer avec Deckard Shaw pour arrêter Brixton. On découvre également qu'il a de nombreux frères et une mère qui vivent au Samoa, et dont il n'a plus donné de nouvelles pendant 25 ans. Il a aussi des sentiments pour Hattie, la sœur de Shaw.
Dans la scène post-générique de Fast and Furious 10, une unité d’intervention est en mission dans un opéra, le meneur de l’opération, qui n’est autre que Luke Hobbs, rentre dans une grande salle où un téléphone sonne. Hobbs décroche et découvre que c’est Dante Reyes à l’autre bout du fil, qui le menace de se venger pour le meurtre de son père Hernan Reyes dans Fast and Furious 5. Hobbs, énervé, lui répond de venir le chercher. Il est tellement énervé qu'il finit par compresser le téléphone qu’il a en main.
Apparitions
- Fast and Furious 5 (2011)
- Fast and Furious 6 (2013)
- Fast and Furious 7 (2015)
- Fast and Furious 8 (2017)
- Fast and Furious: Hobbs and Shaw (2019)
- Fast and Furious 10 (2023) (caméo)

### Deckard Shaw
Interprété par Jason Statham.

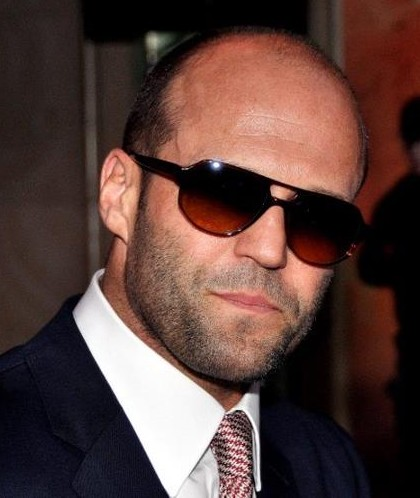

Deckard Shaw est le frère aîné d'Owen Shaw. Ancien membre du Special Boat Service ainsi que du Special Air Service de l'armée britannique, il devint ensuite un élément gênant pour le gouvernement qui décida de l'éliminer. Mais il réussit à s'enfuir et devient un mercenaire. Lorsque son frère fut grièvement blessé par Dominic Toretto et ses amis, il décida de le venger. Dans une scène post générique, il contacte alors Dom et lui annonce qu'il va se venger.
Dans la scène post-générique de Fast and Furious 6, Deckard retrouve Han Lue à Tokyo où il percute violemment sa voiture et la fait exploser.
Dans Fast and Furious 7, il se rend au bureau de Luke Hobbs pour récupérer des informations numériques sur l'équipe de Dominic Toretto, puis engage un combat avec Hobbs, qu'il parvient à vaincre après avoir lancé une bombe dans les locaux : Hobbs est contraint de sauter par la fenêtre pour sauver sa vie et celle d'Elena Neves et atterrit quelques étages plus bas, grièvement blessé.
Deckard envoie ensuite une bombe chez Brian O’Conner et Mia Toretto, puis retrouve l'équipe à deux reprises alors qu'ils accomplissent une mission spéciale pour M.Personne. Une fois leur mission terminée, ils décident de rentrer à Los Angeles pour affronter Shaw et ses alliés sur leur propre terrain. Alors que l'équipe de Dom s'occupe des alliés de Shaw, les deux hommes s'affrontent, mais ils sont interrompus par Mose Jakande, un terroriste allié à Shaw pour retrouver Dom et l'abattre. Accordant plus d'importance à sa vengeance contre Dom qu'à son alliance avec Shaw, Jakande décide d'éliminer les deux hommes en même temps, et le garage sur lequel ils s'affrontent s'écroule, coinçant Shaw sous les débris. Il est ensuite récupéré par Hobbs et enfermé dans une prison de haute sécurité.
Dans Fast and Furious 8, Deckard voit arriver Hobbs dans la cellule de prison en face de la sienne. Il tente de s'évader, et est finalement recruté par M.Personne dans l'équipe. Il accepte de les aider pour venger son frère Owen, laissé pour mort par Cipher. Dom lui tire dessus à New York, il est déclaré mort, mais réapparaît finalement s'introduisant dans l'avion furtif de Cipher avec Owen pour récupérer le fils de Dom, qui a tout prévu en prenant contact avec leur mère. De retour à New York, il remet le garçon à Dom. En retour, Dom l'accueil au sein de sa famille.
Deckard Shaw est un mercenaire prêt à sacrifier ou à collaborer avec n'importe qui pour atteindre ses objectifs. En tant qu'ex-membre des Forces Spéciales, il possède diverses compétences telles que des techniques d'art martiaux ou encore le maniement des armes à feu. Cependant, contrairement à son caractère de tueur à gages, il a été démontré que Deckard est un homme au grand cœur prêt à protéger ses proches à n'importe quel prix, et c'est ce point commun avec Dom qui les liera d'amitié. Dans Hobbs and Shaw, on découvre sa sœur Hattie Shaw. Il doit la sauver d'un virus mortel qu'elle s'est injecté pour qu'il ne soit pas volé.
Dans la scène post-générique de Fast and Furious 9, Deckard se trouve dans son garage à Londres qu'on a aperçu dans Hobbs and Shaw. Ce dernier frappe dans un sac de boxe dans lequel se trouve un homme. Deckard lui demande des informations sur une clé USB quand soudain, une personne toque à la porte du garage qui n'est autre que Han, la personne que Deckard pensait avoir tué autrefois avec regrets.
Dans Fast and Furious 10, de nouveau à Londres, sans espoir contre Dante Reyes, Han, Roman Pearce, Tej Parker et Ramsey demandent de l’aide à Deckard Shaw pour affronter Dante. Il est volontaire lorsqu’il apprend que Dante compte s’en prendre à toutes les personnes qui ont un jour aidés Dominic Toretto dont sa mère, Magdalene Shaw en disant « Moi je vais creuser des tombes ». Il apprend en même temps que Han est vivant et on peut noter qu’entre la scène post-générique du précédent opus et celui ci, Han a changé sa coupe de cheveux en ayant des cheveux longs car il pensait l’avoir tué à l’époque. Il n’apparaît que durant une scène du film qui laisse penser qu’on le verra d’autant plus dans le prochain opus.
- Apparitions:
- Fast and Furious 6 (2013) (caméo)
- Fast and Furious 7 (2015)
- Fast and Furious 8 (2017)
- Fast and Furious: Hobbs and Shaw (2019)
- Fast and Furious 9 (2021) (caméo)
- Fast and Furious 10 (2023)

Voitures conduites
- Mercedes-Benz Classe S (6e film)
- Maserati Granturismo 2012 (7e film)
- Maserati Ghibli III S 2015 (7e film)
- Aston Martin DBS 2009 (7e film)
- Jaguar F-Type 2017 (8e film)
- Mclaren 720s (Hobbs and Shaw)
- McLaren Senna (10e film)

### Jakob Toretto
Interprété par John Cena.

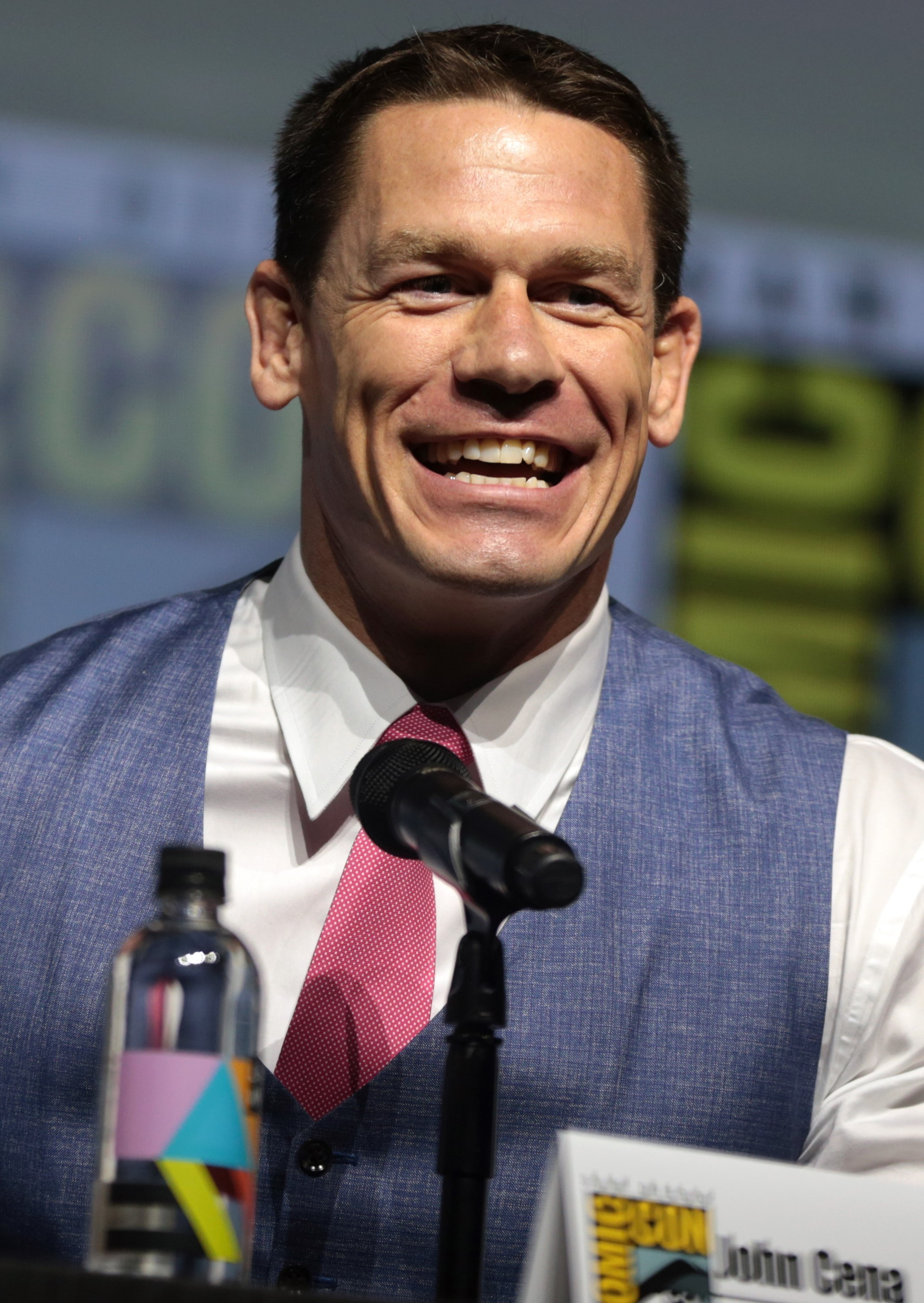

Jakob Toretto est le petit frère de Dominic, et le grand frère de Mia. Il n'a plus de contact avec sa famille depuis 28 ans. Il fait partie du grand banditisme international. Il se fait manipuler par Cipher pour tuer son frère. Mais trahi par son associé, il aidera Dom et son équipe à la fin du film et Dom le laisse s'enfuir en lui donnant les clefs de sa voiture 
Apparition
- Fast and Furious 9 (2021)
- Fast and Furious 10 (2023)

Voitures conduites
- Ford Mustang GT350 (9e film)

### Leticia Ortiz-Toretto
Interprétée par Michelle Rodríguez.

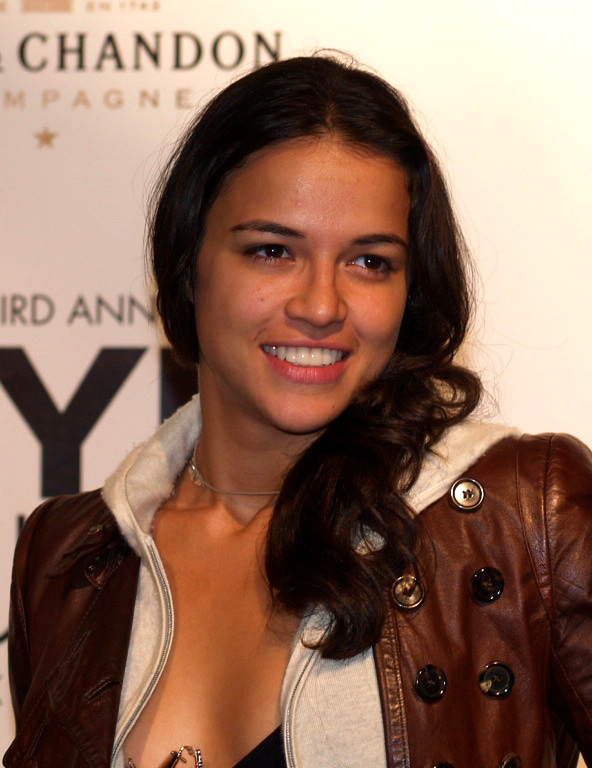

Leticia «Letty» Toretto, épouse de Dominic dès Fast and Furious, assez possessive envers lui. Elle est aussi une très bonne pilote et une excellente mécanicienne. Elle exprime des doutes envers les activités illégales de Dom, mais l'aide tout de même. À la suite de l'attaque du camion de la fin du film, elle subit un grave carambolage mais survit. Dom l'envoie immédiatement à l'abri.
Dans Fast and Furious 4, elle participe avec Dom au détournement de camions d'essence en République dominicaine, mais Dom finit par la laisser derrière lui pour la protéger. Plusieurs semaines plus tard, Mia apprend à Dom que Letty aurait apparemment été assassinée par Fenix Rise. Elle était allée voir Brian pour aider à coincer Arturo Braga, afin d'effacer le dossier de Dom pour qu'il puisse rentrer chez lui. Elle comme Brian ignoraient que Fenix comptait tuer tous les pilotes parmi lesquels elle se trouvait. Malgré sa fuite, il l'aurait tuée de sang froid.
Dans le générique de fin de Fast and Furious 5, on voit Monica Fuentes donner à Luke Hobbs le dossier d'une affaire de cambriolage à Berlin, dans laquelle Letty a été photographiée.
Dans Fast and Furious 6, Letty fait partie d'une organisation criminelle puissante attaquant des convois militaires pour le compte du criminel international Owen Shaw. Letty a perdu la mémoire, et ne se souvient plus de rien, pas même de Dom. Ce dernier tente par tous les moyens de lui faire retrouver la mémoire, lui rappelant des moments importants pour eux et énumérant ses cicatrices. À la fin du film, Letty rejoint l'équipe de Dominic afin de sauver Mia, la sœur de ce dernier, et retombe amoureuse de Dom.
Dans Fast and Furious 7, Dom emmène Letty au Race Wars, lieu emblématique de la course automobile et rempli de souvenirs de leur vie auprès de leur équipe. Dom fait participer Letty en lui donnant des conseils qu'elle ne suit pas, comme d'habitude. Il la regarde remporter la course, mais déstabilisée par la foule, elle frappe Hector avant de s'enfuir. Dom la retrouve dans un cimetière où elle contemple sa tombe. Il veut la détruire, mais elle refuse, lui expliquant que la date sur la pierre est bien celle de la mort de Letty, et sa date de naissance. Elle lui explique qu'elle est perdue et ne sera plus jamais la même, l'embrasse et part soudainement, ayant besoin de comprendre qui elle est. Elle revient lorsque les agents de M. Personne rassemblent l'équipe sur la demande de Dom pour l'opération de récupération de l'œil de Dieu et de Ramsey pour capturer Deckard Shaw qui menace toute la bande de Dom et vient de tuer Han. Elle sauve Brian de la mort lors du raid dans la montagne pour le sauvetage de Ramsey. Alors que celle-ci l'appelle "Madame Alpha" (ayant désigné Dom comme "Alpha"), elle semble se souvenir de quelque chose, même si Tej affirme qu'ils ne sont pas mariés. Lorsque Dom échappe de peu à la mort à la fin du film, elle reste a ses côtés en lui expliquant qu'elle l'aime et qu'elle se souvient de tout, y compris de leur mariage intime en République dominicaine caché à tous. Elle est sur la plage avec les autres alors qu'ils comprennent que Brian a trouvé sa place avec Mia et leur fils Jack. Alors que Dom s'en va, elle ne le suit pas, semblant certaine de le retrouver quoi qu'il arrive.
Dans Fast and Furious 8, Letty refuse de croire à la trahison de Dom. Malgré les doutes de tous les autres, elle sait qu'il n'agit pas de sa propre volonté, d'autant plus qu'il refuse de la tuer malgré l'ordre de Cipher. Sa foi en lui est récompensée quand il rejoint l'équipe après avoir monté un plan pour échapper à l'emprise de Cipher. Elle et tous les autres le protègent au dernier moment de l'explosion du sous-marin qui le menaçait. Elle retrouve Dom et tous les autres à New York.
Dans Fast and Furious 9, Letty vit avec Dom et Petit Brian (le fils de Dom et Elena). Après une mission pour retrouver Mr Personne et Cipher, elle révèlera que leur adversaire est Jakob Toretto, le frère de Dom. Elle préviendra Mia du retour de Jakob. Elle sauvera Dom quand il se sacrifie pour combattre les hommes de Jakob. A la fin du film, elle montrera à Petit Brian où elle a rencontré sa mère pour la première fois.
Letty est une femme de poigne qui n'hésite pas à mettre les mains dans le cambouis, d'abord dans le garage de Dom, puis durant leurs agissements hors-la-loi. Amoureuse de Dom, elle est prête à tout pour lui, pour le ramener à la maison, y compris à risquer sa vie. Même amnésique, cet amour semble avoir survécu, la ramenant peu à peu vers sa famille. Mia raconte à Brian qu'elle jouait déjà avec les garçons quand ils étaient enfants, elle qu'elle semblait déjà s'intéresser à Dom à cette époque, mais celui-ci ne l'a remarquée que quand elle a eu seize ans. Leur histoire dure donc depuis de nombreuses années.
Apparitions
- Fast and Furious (2001)
- Los Bandoleros (court-métrage) (2009)
- Fast and Furious 4 (2009)
- Fast and Furious 5 (2011) (image d'archive uniquement)
- Fast and Furious 6 (2013)
- Fast and Furious 7 (2015)
- Fast and Furious 8 (2017)
- Fast and Furious 9 (2021)
- Fast and Furious 10 (2023)

Voitures conduites
- Nissan 240SX S14 1996 (1er film)
- Honda Civic Coupé 1995 (1er film)
- Plymouth Road Runner 1970 (4e film)
- Jensen interceptor 1974 (6e film)
- Dodge Viper SRT-10 ACR 2009 (7e film)
- Plymouth Barracuda Hemi 1970 (7e film)

### Mia Toretto
Interprétée par Jordana Brewster.

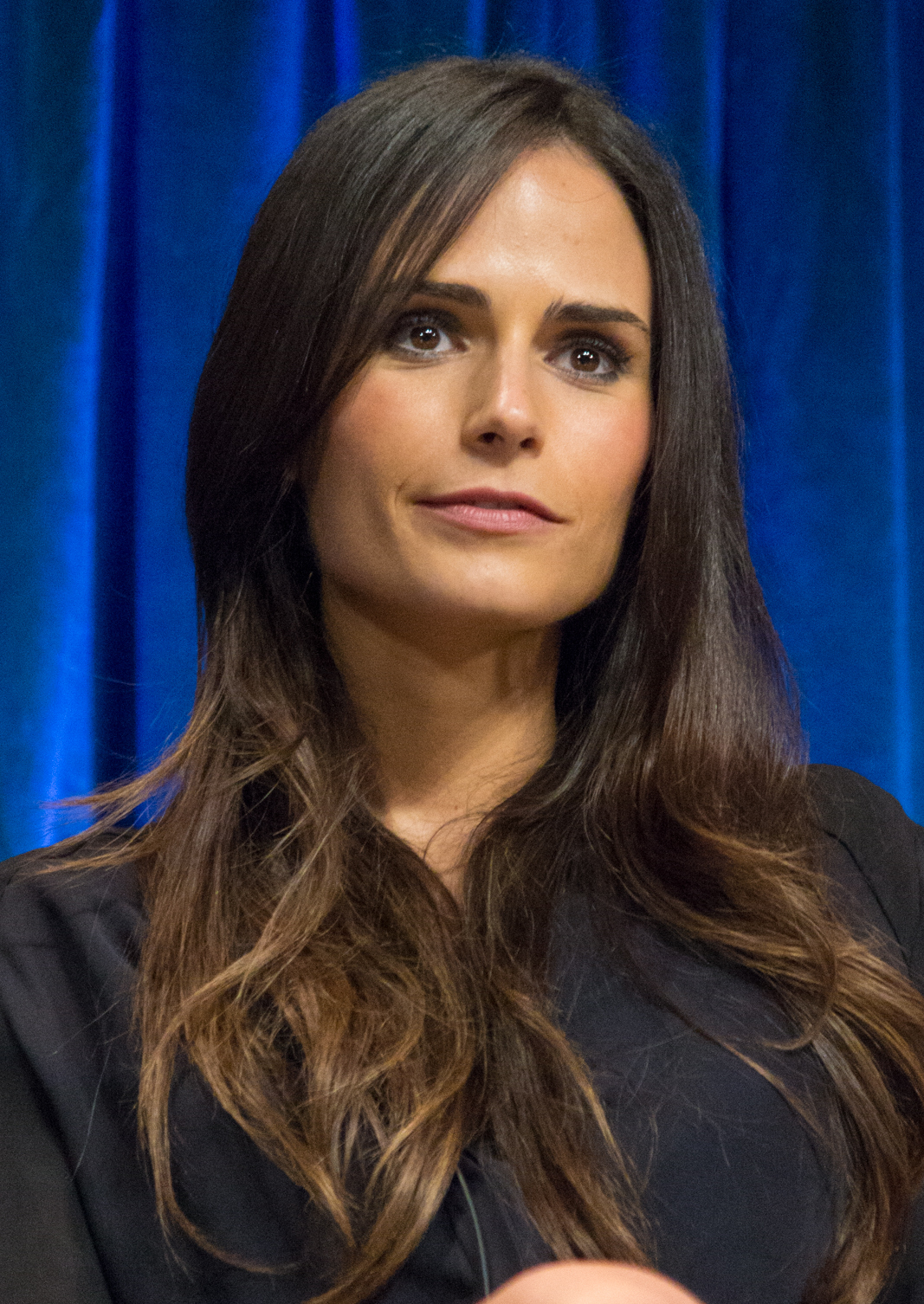

Mia Toretto est la petite sœur de Dominic et Jakob, elle travaille dans le restaurant attenant au garage dans Fast and Furious. Vince a des vues sur elle, mais elle semble plutôt sensible au charme de Brian qui vient tous les midis pour ses sandwiches au thon. Dom la tient éloignée des vols qu'il commet avec ses amis, même si elle semble savoir ce qu'il fait. Quand Brian lui demande de l'aider à retrouver l'équipe qui risque sa vie sans le savoir, elle découvre qu'il est un policier infiltré, ce qui la choque. Alors qu'ils ont sauvé Vince et que le pot-au-rose a été révélé, Dom la force à partir avec lui et la met à l'abri.
Elle retrouve Brian dans Fast and Furious 4, alors qu'il lui annonce la mort de Letty. Elle est surveillée par le FBI qui recherche toujours son frère, à qui elle fait tout de même passer la nouvelle. Elle retombe sous le charme de Brian, et lui pardonne de leur avoir menti quand il était infiltré comme policier. Alors que Dominic est envoyé en prison, elle lance avec Brian et les amis de son frère une opération pour le faire évader au volant d'une voiture.
En fuite avec Brian au début de Fast and Furious 5, elle retrouve son frère à Rio où elle échappe plusieurs fois à Hobbs et aux hommes de Reyes. Elle leur annonce qu'elle est enceinte, et qu'elle ne veut plus voir sa famille séparée. Ils décident donc de monter un dernier coup pour pouvoir s'installer tranquillement dans un pays où il n'y a pas d'extradition, puisqu'ils sont tous les trois recherchés. Elle fait office d'organisatrice pour le casse à Rio, guidant les autres par talkie-walkie alors qu'ils ont volé le coffre de Reyes.
Elle donne naissance à Jack O'Conner au début de Fast and Furious 6, et laisse partir Brian et Dom dans l'espoir qu'ils retrouvent Letty. Owen Shaw envoie ses hommes la capturer, elle a tout juste le temps de confier Jack à Elena pour le mettre à l'abri. Emmenée dans un avion par Shaw, elle est sauvée par l'équipe et peut enfin rentrer à Los Angeles après avoir été graciée comme les autres.
C'est une mère de famille épanouie dans Fast and Furious 7, alors qu'elle vient de découvrir sa grossesse. Elle n'ose cependant pas le dire à Brian car elle a peur qu'il regrette d'avoir choisi une vie de père au foyer. Alors qu'elle vient de le dire à Dom, elle échappe de peu à la mort lors de l'explosion de la maison des Toretto due à Deckard Shaw. Terrorisée à l'idée que quelque chose ait pu arriver à Jack, elle est mise à l'abri chez Mando (joué par Romeo Santos), un ami du clan vivant dans une forteresse très sécurisée en République dominicaine. On la voit dans les dernières minutes du film jouer avec Brian et leur fils sur une plage, représentation parfaite de la famille heureuse.
Très protégée par Dom, son grand frère, Mia est pourtant une excellente pilote et n'hésite pas à se mettre hors-la-loi pour le faire évader. Elle a un sens de la famille très développé et rappelle souvent les autres à l'ordre quand ils oublient de dire le bénédicité avant de manger. Devenue mère, elle met tout en œuvre pour protéger son enfant.
Dans Fast and Furious 8, elle n'apparaît pas, ayant décidé avec Brian de se consacrer à leur vie de famille.
Dans Fast and Furious 9, Mia fait son retour pour venir en aide à Dom et son équipe, après avoir été prévenue par Letty du retour de Jakob. Elle avouera à Dom qu'elle a gardé le contact avec Jakob durant son bannissement. Elle sera heureuse quand Dom et Jakob se réconcilieront.
Apparitions
- Fast and Furious (2001)
- Fast and Furious 4 (2009)
- Fast and Furious 5 (2011)
- Fast and Furious 6 (2013)
- Fast and Furious 7 (2015)
- Fast and Furious 9 (2021)
- Fast and Furious 10 (2023)

Voitures conduites
- Acura Integra> 1996 (1er film)
- Toyota Supra RZ 1995 (1er film)
- Acura NSX-T 2002 (4e et 5e films)
- Ford GT40 1966 (5e film)
- Alfa Romeo Giulietta 2010 (6e film)

### Tej Parker
Interprété par Chris Bridges.

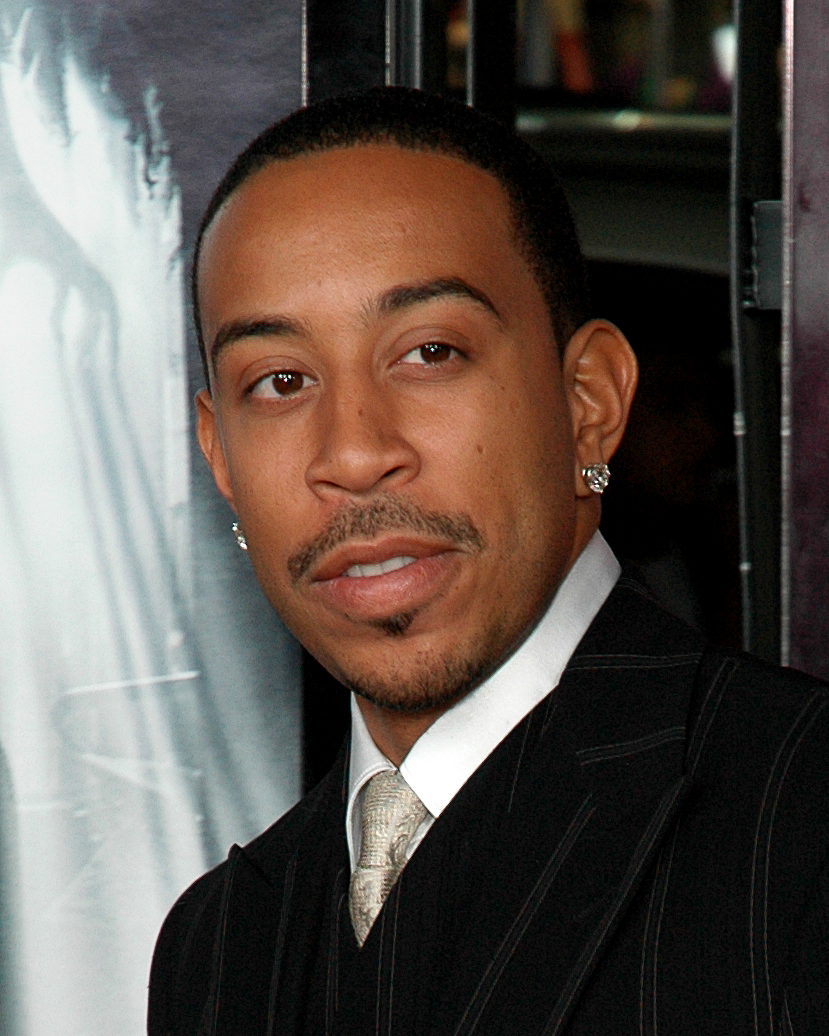

Tej Parker possède un garage à Miami quand Brian le rencontre dans 2 Fast 2 Furious, c'est lui qui lui permet de participer aux courses de rue. Il ne court pas, préférant être organisateur et arbitre en récupérant généralement une commission sur les mises engagées. C'est un expert en mécanique et en électronique (Brian semble surpris qu'il s'y connaisse autant en coffres forts dans Fast and Furious 5, il lui répond simplement qu'il a eu une vie avant de le connaître). Il a une relation (plus ou moins) suivie avec Suki. Il aide Brian et Roman à équiper les voitures prêtées par le FBI pour coincer Carter Verone, un baron de la drogue, et fait diversion avec Suki pour aider les deux amis à échapper à l’œil du FBI.
Dans Fast and Furious 5, Brian fait appel à ses compétences pour réussir le casse à Rio de Janeiro. C'est là qu'il entre dans la familia de Dom, devenant l'un de ses proches. Après la réussite du coup, il ouvre un garage et s'achète une Koenigsegg CCXR avec sa part du butin.
Dans Fast and Furious 6, malgré sa richesse, il ne peut rentrer aux États-Unis où il est toujours recherché. Pour regagner sa liberté, il rejoint l'équipe et collabore avec Luke Hobbs pour appréhender Owen Shaw.
Il assiste aux funérailles de Han dans Fast and Furious 7 avec Roman, Brian et Dom, et accepte de les aider pour coincer Deckard Shaw, son assassin. Il semble très intéressé par Ramsey, une hackeuse particulièrement douée qui a créé l’œil de Dieu, et collabore avec elle pour récupérer son invention (par deux fois). Il est sur la plage avec les autres quand ils se rendent compte que leur chemin va se séparer de celui de Brian.
Dans Fast and Furious 9, il est officiellement en couple avec Ramsey.
Apparitions
- 2 Fast 2 Furious (2003)
- Fast and Furious 5 (2011)
- Fast and Furious 6 (2013)
- Fast and Furious 7 (2015)
- Fast and Furious 8 (2017)
- Fast and Furious 9 (2021)
- Fast and Furious 10 (2023)

Voitures conduites
- Mitsubishi Lancer Evolution VII (2e film) 2003
- Ford Galaxie 500 1963 (5e film) 2011
- Toyota Supra RZ 1997 (5e film) 2011
- Koenigsegg CCXR Special Edition 2010 (5e film) 2011
- BMW M5 (E60) 2008 (6e film) 2013
- Ferrari FXX (6e film) 2013
- Jeep Wrangler 2015 (7e film) 2015
- Ferrari 458 Italia 2011 (7e film) 2015

### Megan Ramsey
Interprétée par Nathalie Emmanuel.

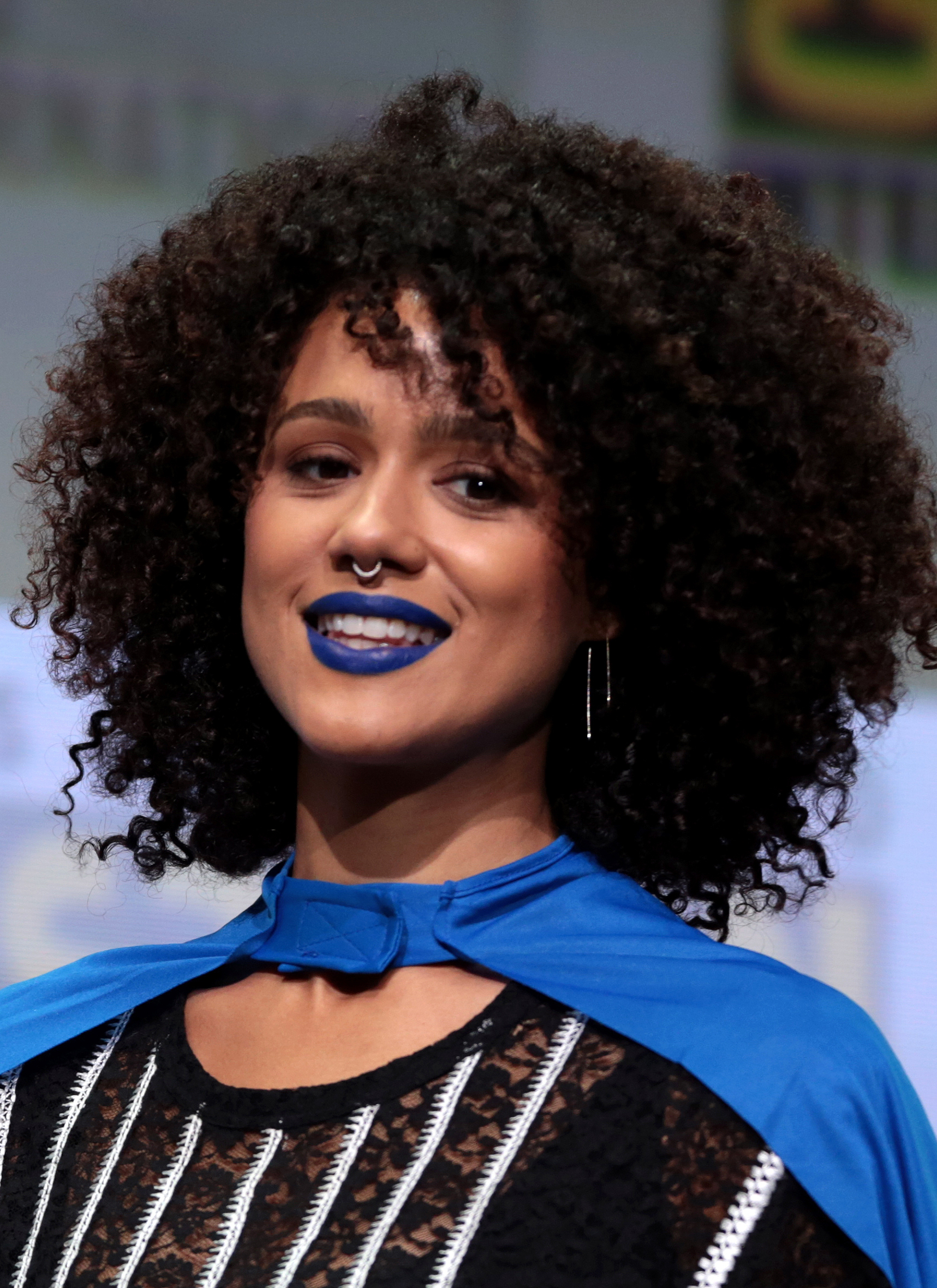

Ramsey est une hackeuse prisonnière d'un terroriste appelé Mose Jakande dans Fast and Furious 7 jusqu'à ce que Dominic et son équipe la sauvent. Elle  a créé un système de cybertraque nommé l'œil de Dieu, permettant de retrouver n'importe qui n'importe où dans le monde en se connectant à tous les appareils munis d'un micro ou d'une caméra. Elle se fie à son jugement, ne faisant pas confiance à l'équipe de Jakande mais accordant immédiatement sa confiance à celle de Dom, qu'elle voit liée par la loyauté et pas par la peur. Ayant envoyé son invention à Abou Dabi, elle part avec l'équipe le récupérer pour pouvoir le remettre à M. Personne, qui le lui rend pour qu'elle puisse pister Deckard Shaw pour Dom. Jakande l'ayant récupéré, elle s'engage avec l'équipe dans une course poursuite à Los Angeles pour le pirater et le mettre hors-service. Elle intègre visiblement l'équipe, puisqu'elle est sur la plage avec les autres à la fin du film. Dans Fast and Furious 8, elle retrouve l'équipe pour sauver Dom de Cipher. À la fin, elle demande à Tej et à Roman de trouver son nom de famille. Dans Fast and Furious 9, elle est officiellement en couple avec Tej.
Apparitions
- Fast and Furious 7 (2015)
- Fast and Furious 8 (2017)
- Fast and Furious 9 (2021)
- Fast and Furious 10 (2023)

### Roman Pearce
Interprété par Tyrese Gibson.

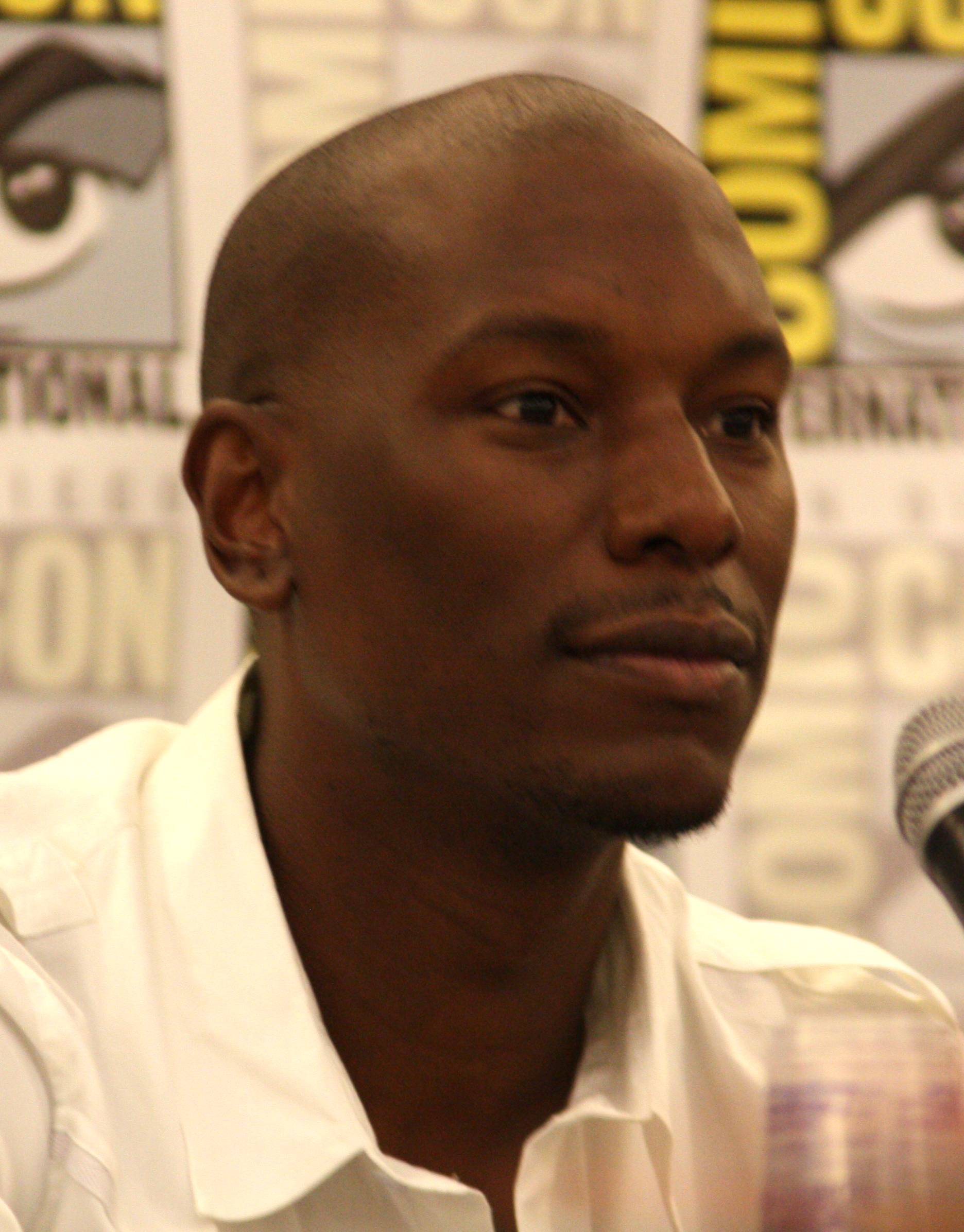

Roman Pearce est un ami d'enfance de Brian, originaire de Barstow en Californie. Dans sa jeunesse, il a eu des ennuis judiciaires qui l'ont amené en prison avec Brian. Deux mois après la sortie de Brian de l'Académie de Police, Roman est arrêté et prend 3 ans de prison pour avoir 8 voitures volées dans son garage. Bien que Brian ne soit pas lié à son arrestation, Roman lui en veut d'être devenu policier et n'hésite pas à le frapper pour le lui faire comprendre.
Dans 2 Fast 2 Furious, Brian le retrouve à Barstow en train de participer à un derby de démolition (probablement pour gagner sa vie). À la fin de la course, il aperçoit Brian dans les tribunes. Il l'ignore mais ce dernier le rattrape. Roman se met à le frapper en représailles à son arrestation. Après quelques secondes de tensions, Brian lui propose de l'aider à retrouver Verone. En échange de quoi, le casier de Roman sera effacé et son bracelet électronique retiré. Bien que réticent, il accepte de laisser sa colère de côté pour le suivre. Bien qu'il ait du mal à retrouver confiance en lui dans un premier temps, il se réconciliera avec Brian au fur et à mesure de l'histoire après avoir admis ses erreurs et qu'il n'avait donc aucune raison de l'accuser d'être devenu policier. Après l'arrestation de Verone, il décide avec Brian d'ouvrir un garage avec une part de l'argent de Verone qu'il a volé juste avant son arrestation.
Dans Fast and Furious 5, il retrouve Brian et la bande à Rio de Janeiro. Brian a fait appel à ses compétences de tchatcheur pour faire tomber le riche homme d'affaires Hernan Reyes. D'abord réticent, il accepte de participer au casse quand Dom évoque devant lui les 100 millions de dollars à récupérer. L'équipe utilise sa tchatche pour s'introduire dans le commissariat où sont gardés les millions d'Hernan Reyes, bien qu'il finisse par se faire rejeter par un policier sur place. Grâce à sa part du butin, il s'achète une Koenigsegg CCXR Special Edition 2010.
Dans Fast and Furious 6, il vit dans le luxe grâce au casse de Rio et possède ainsi son propre jet. Malgré cela, il ne peut rentrer aux États-Unis, où il est toujours recherché. Pour regagner sa liberté, il rejoint l'équipe et collabore avec Luke Hobbs pour appréhender Owen Shaw. Il hallucine littéralement devant le tank que celui-ci utilise pour tenter de les mettre hors d'état de nuire.
Il revient dans Fast and Furious 7 pour aider l'équipe à arrêter Deckard Shaw qui veut venger son petit frère. Mis au pied du mur, il est indirectement à l'origine du plan consistant à se lancer avec les voitures depuis un avion pour aller récupérer Ramsey dans les montagnes du Caucase. Alors qu'il refuse catégoriquement de suivre les autres, Tej a prévu le coup et l'oblige à y aller en déclenchant son parachute à distance. Il tente par tous les moyens d'impressionner la hackeuse, n'acceptant pas qu'une belle femme puisse être une pro de l'informatique. Lors de leur infiltration dans le building de Dubai, il sera impressionné par l'ambiance et pensera même s'y installer pour lancer une nouvelle tendance nommée "Blarab" (abréviation de "Black Arab"). Pour récupérer l’œil de Dieu, l'équipe l'envoie détourner l'attention des invités de la fête organisée par un prince milliardaire, en faisant passer l'événement pour l'anniversaire d'une invitée de manière assez maladroite, n'hésitant pas à faire une remarque ouverte sur sa poitrine. Après avoir mis Shaw sous les verrous, il est à la plage avec les autres quand ils comprennent que leur route va se séparer de celle de Brian.
Roman est un excellent pilote et un grand frimeur qui drague systématiquement toutes les femmes qu'il croise, bien souvent sans aucun succès. Malgré sa grande gueule, il se révèle bien souvent être un trouillard qu'il faut un peu pousser pour qu'il y aille, ce qui provoque des disputes sans fin avec Tej, son meilleur ami. De plus, il possède une certaine rivalité avec lui, car ils ont des sentiments pour Ramsey. Cette dernière le considère comme le comique du groupe.
Apparitions   
- 2 Fast 2 Furious (2003)
- Fast and Furious 5 (2011)
- Fast and Furious 6 (2013)
- Fast and Furious 7 (2015)
- Fast and Furious 8 (2017)
- Fast and Furious 9 (2021)
- Fast and Furious 10 (2023)

Voitures conduites
- 70 Chevrolet Monte Carlo
- 03 Mitsubishi Eclipse Spyder GTS
- 70 Dodge Challenger R/T
- 97 Toyota Supra RZ
- 11 Dodge Charger R/T Police Car
- 10 Koenigsegg CCXR Special Edition
- 05 BMW M5 (E60)
- 69 Ford Anvil Mustang
- 08 Lamborghini murcielago LP 640-4
- 68 Chevrolet Camaro Z28
- 09 Bugatti Veyron 16.4 Grand Sport

### Elena Neves
Interprétée par Elsa Pataky.

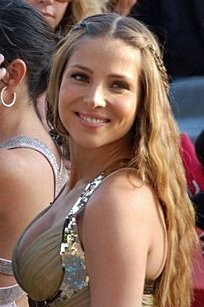

Elena Neves est membre de la police de Rio de Janeiro dans Fast and Furious 5. Elle a rejoint les forces de police à la suite de l’assassinat de son mari policier et est choisie par l'agent Luke Hobbs, car elle est l'une des rares policières de la ville à être incorruptible. Elle enquête donc sur le meurtre supposé d'agents de la DEA par l'équipe de Dom et Brian. Elle doute rapidement de cette version, et ne parvient pas à tirer sur Dom quand elle se trouve en face de lui. Il lui sauve la vie alors que les hommes de Reyes leur tirent dessus, et elle récupère la croix en argent de Letty qu'il portait au cou. Quand il vient la chercher chez elle dans les favelas, elle est troublée alors qu'ils parlent de la perte de leurs amours disparus. Alors que l'équipe de Hobbs a arrêté Dom, Brian, Mia et Vince, ils sont pris dans une embuscade où est tuée l'équipe de Hobbs. Elle libère alors les prisonniers qui sauvent Hobbs et les conduit à l'abri à l'aide de leur voiture blindée. Elle et Hobbs les aident finalement à voler le coffre de Reyes et les laissent s'échapper. On la retrouve à la fin du film main dans la main avec Dom en République dominicaine où ils rendent visite à Brian et Mia, qui l’accueillent avec joie.
Alors que Hobbs est venu annoncer le « retour » de Letty dans Fast and Furious 6, Elena encourage Dom à la retrouver, lui disant qu'elle n'hésiterait pas s'il s'agissait de son mari. Lorsque toute la bande part en Europe, Elena souhaite rester avec Mia et son fils Jack qu'elle emmènera à l'abri quand les hommes d'Owen Shaw viendront pour kidnapper la famille de Brian. Dom étant revenu à Los Angeles avec Letty, elle le laisse partir. Sa famille à elle, c'est la police, et Hobbs lui offre de travailler pour de bon avec lui.
On la retrouve dans Fast and Furious 7 dans le cabinet de Hobbs, où elle termine seulement son service. On y apprend que cela fait quelque temps qu'elle réclame une lettre de recommandation ce qui signifie peut être un changement de vie. Il la lui donne en la raccompagnant, il l'estime beaucoup mais évite de lui faire trop de compliments. Ils se saluent, mais lorsqu'elle découvre que Deckard Shaw est à l'intérieur du bâtiment, elle s'élance à la rescousse de Hobbs. Elle est prise dans une importante explosion détruisant une partie des locaux de la DSS, mais dont elle sortira indemne grâce à Hobbs qui a sauté par la fenêtre en la protégeant de son corps. Elle est présente au chevet de Hobbs à l'hôpital où elle est chargée de veiller sur sa fille d'une dizaine d'années. Elle évite de se retrouver seule avec Dom, n'ayant pas oublié ce qu'il y a eu entre eux.
Kidnappée avec le fils qu'elle a eu de Dom par Cipher dans Fast and Furious 8, elle se fait tuer en punition d'une rebuffade de Dom, qui promet de toujours veiller sur leur fils.
Apparitions
- Fast and Furious 5 (2011)
- Fast and Furious 6 (2013)
- Fast and Furious 7 (2015)
- Fast and Furious 8 (2017)

### Sean Boswell
Interprété par Lucas Black.

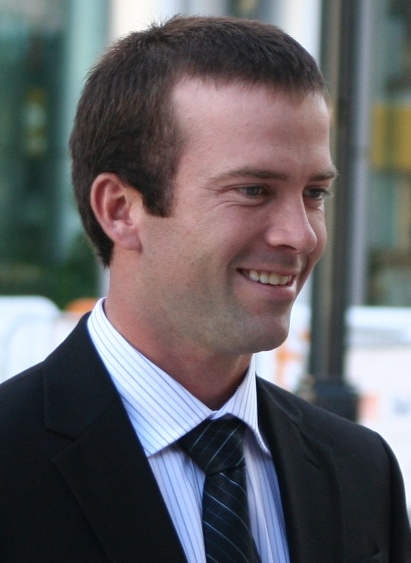

Sean Boswell est le personnage principal dans Fast and Furious: Tokyo Drift, c'est un risque-tout, à qui sa passion immodérée des voitures de sport trafiquées a déjà attiré de sérieux ennuis avec la police californienne. Condamné après un accident, sa seule alternative au camp de redressement est d'accepter la tutelle de son père, militaire de carrière basé à Tokyo.
« Gaijin » (« étranger ») dans la ville la plus moderne du monde, le jeune homme se sent plus exclu que jamais jusqu'au jour où il se fait un nouvel ami, Twinkie, qui lui fait découvrir l'univers secret du drift où il y rencontre Neela et s'attire en même temps les foudres de son petit-ami Takashi Kamata, alias « DK » (pour Drift King). C'est là que les ennuis commencent pour Sean. Il rencontre Dominic à la fin du film.
Il apparaît dans Fast and Furious 7 juste après la mort de Han où il confie à Dom une photo de Gisele ainsi que le collier qui lie Dom à Letty qu'il a trouvé sur les lieux de l'accident.
Apparitions
- Fast and Furious: Tokyo Drift (2006)
- Fast and Furious 7 (2015)
- Fast and Furious 9 (2021)

Voitures conduites
- Chevrolet Monte Carlo 1971 (3e film)
- Nissan Silvia S15 1999 (3e film)
- Mitsubishi Lancer Evolution VIII - Kit carrosserie APR performance 2005 (3e film)
- Ford Mustang Fastback (RB26DETT moteur changé) 1967 (3e film)
- Nissan 200SX S15 2001 (3e et 7e films)

### Han Lue
Interprété par Sung Kang.

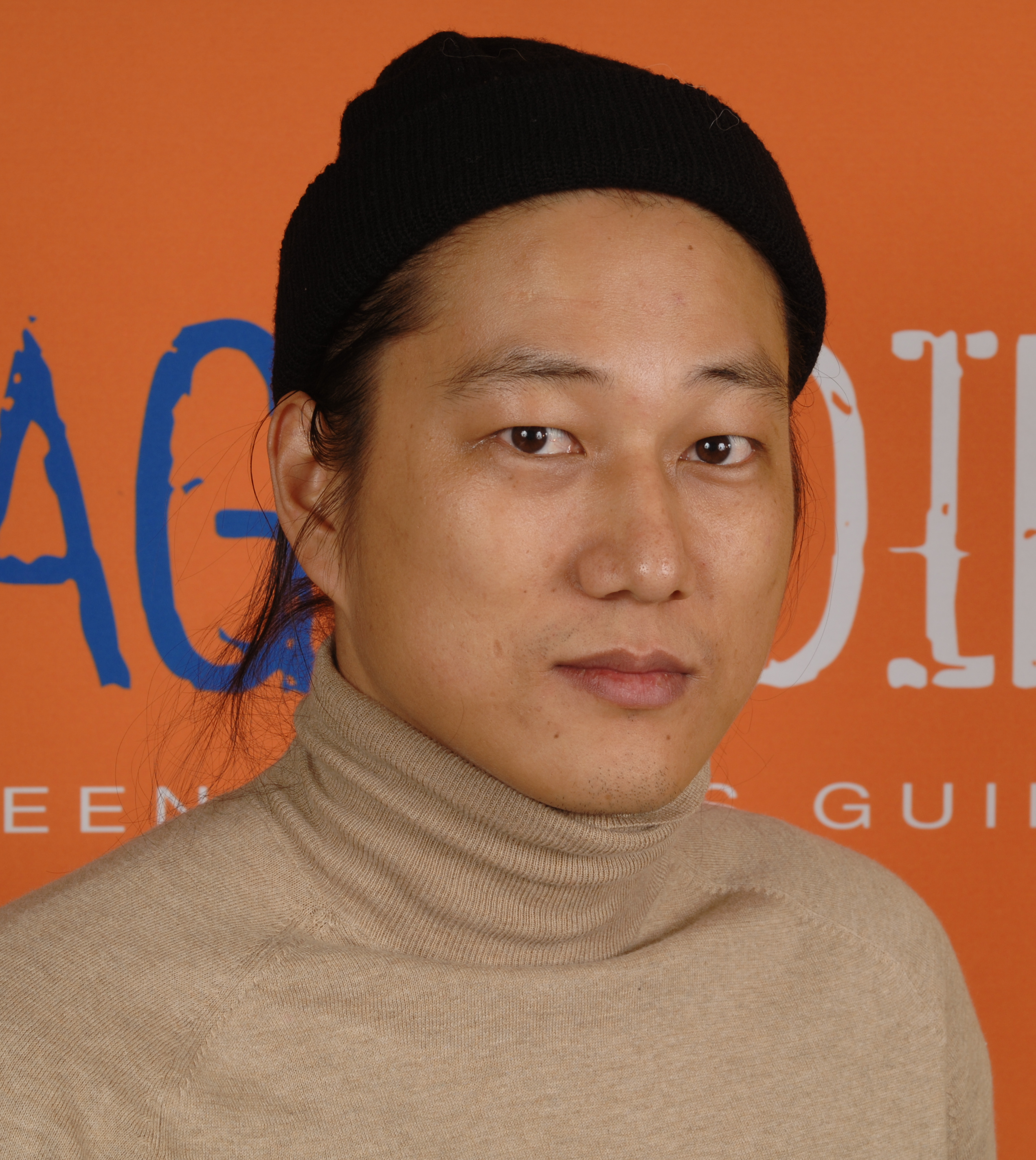
Sung Kang en 2007.

Han Lue est une émanation d'un film réalisé par Justin Lin, Better Luck Tomorrow, sorti en 2002, où le personnage s'appelle Han Seoul-Oh. Il est ensuite devenu un personnage de Fast and Furious à partir de la sortie de Fast and Furious: Tokyo Drift en 2006.
Chronologiquement, si on tient compte du récit de la série Fast and Furious, Han apparaît pour la première fois dans le court-métrage Los Bandoleros, qui précède le 4e film. Dom semble le connaître, et l'entraîne avec lui pour voler de l'essence en République dominicaine dans Fast and Furious 4.
On le retrouve ensuite à Rio de Janeiro pour Fast and Furious 5, Dom l'ayant appelé pour participer au casse contre Reyes pour sa capacité à se fondre dans le décor, à être un caméléon. Il est aussitôt sous le charme de Gisele, qu'il tente de draguer plusieurs fois, impressionné par sa droiture et ses capacités. Elle met également à jour son manque de nicotine, ce qui l'oblige à manger sans cesse des chips pour avoir les mains et la bouche occupées, ayant arrêté la cigarette quelques semaines plus tôt. À la fin du film, ils roulent tous les deux sur une autoroute allemande en s'embrassant, et discutent de l'endroit où ils veulent aller en roulant vers Berlin.
On les retrouve dans Fast and Furious 6 à Hong Kong, où ils envisagent de s'installer ensemble pour de bon, rappelés par Dom pour arrêter Owen Shaw. Alors que celui-ci a enlevé Mia et que l'équipe est allée la sauver, Gisele se sacrifie pour sauver Han qui allait être tué, le laissant dans un état de grand désespoir. Il fait part aux autres de sa volonté d'aller à Tokyo, comme il avait prévu de le faire avec Gisele.
C'est dans Fast and Furious: Tokyo Drift (tourné en 3e mais se déroulant chronologiquement après Fast and Furious 6) que l'on fait pour la première fois la connaissance de Han. Il enseigne à Sean Boswell à drifter dans les rues de Tokyo, où il semble bien intégré dans les courses de drift. Au cours d'une course-poursuite, sa voiture est violemment percutée par Deckard Shaw, qui veut venger son petit frère et compte s'en prendre à la familia de Dominic. Il est présumé mort, brûlé dans l'explosion de sa voiture.
Dom, Brian, Tej et Roman assistent à son enterrement présumé aux États-Unis.
Dans Fast and Furious 9 , on apprend que sa mort a été simulée avec l'aide de Mr. Personne afin qu'il reste en vie de façon secrète et qu'il puisse protéger Elle dont Jakob Toretto voulait s'en emparer en devenant un agent traître de Mr. Personne pour contrôler le projet Arès.
Apparitions
- Fast and Furious: Tokyo Drift (2006)
- Los Bandoleros (court-métrage) (2009)
- Fast and Furious 4 (2009)
- Fast and Furious 5 (2011)
- Fast and Furious 6 (2013)
- Fast and Furious 7 (2015) (images d'archives)
- Fast and Furious 9 (2021)
- Fast and Furious 10 (2023)

Voitures conduites
- 03 Nissan Silvia S15
- 02 Mazda RX-7
- 67 Chevrolet C-Series
- 70 Ford Maverick
- 11 Subaru Impreza WRX STI
- 11 Dodge Charger R/T Police Car
- 12 Lexus LFA
- 05 BMW M5 (E60)
- 12 Dodge Charger SRT8

### Gisele Harabo
Interprétée par Gal Gadot.

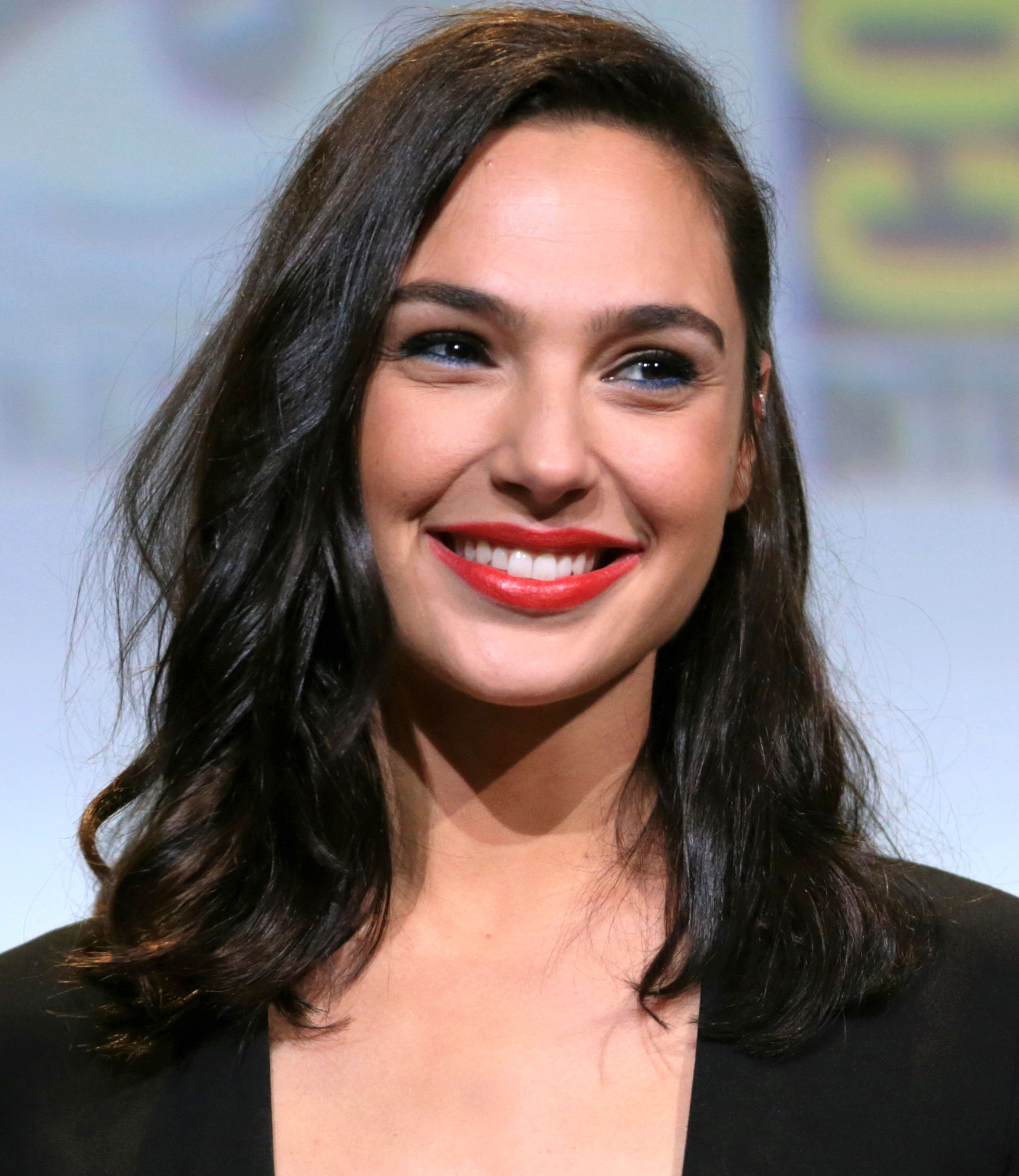

Gisele Harabo faisait partie des forces spéciales israéliennes et elle est aussi le bras droit du criminel Arturo Braga, dans Fast and Furious 4. Elle est attirée par Dominic, mais ce n'est pas réciproque. Elle l'avertit cependant du danger qui l'attend après la livraison de l'héroïne de Braga. Après avoir été sauvée par Dom, elle lui rend la pareille en donnant l'emplacement de la cachette de Braga au Mexique.
Gisele réapparaît au côté de l'équipe de Dom et Brian dans leur hold-up à Rio dans Fast and Furious 5, où l'on découvre qu'elle a travaillé (ou travaille toujours ?) pour le Mossad. Elle entretient ensuite une liaison avec Han, avec qui elle part en Europe après le casse à Rio de Janeiro.
Gisele fait ensuite partie du 6e volet de la saga. À la fin du film, alors qu'elle est suspendue à l'avion dans lequel Shaw tente de s'enfuir, elle voit soudain un de ses hommes brandir une arme derrière Han, qui tentait de la faire remonter. Pour le sauver, elle lâche l'avion pour attraper son arme et tuer le sbire, ce qui lui vaut de s'écraser au sol. Elle est dès lors présumée morte.
Elle apparaît dans des images d’archives dans les septièmes et neuvièmes épisodes de la saga.
Elle réapparaît finalement à la fin du dixième film en Antarctique en sous-marin pour venir sauver Cipher et Letty d’une base secrète militaire, révélant qu'elle a survécu lors de sa chute du sixième film.
Apparitions
- Fast and Furious 4 (2009)
- Fast and Furious 5 (2011)
- Fast and Furious 6 (2013)
- Fast and Furious 7 (2015) (images d'archives)
- Fast and Furious 9 (2021) (images d'archives)
- Fast and Furious 10 (2023) (caméo)

Voitures conduites
- Porsche Cayman TECHART GTsport 2008 (4e film)
- Nissan 370Z 2010 (5e film)

## Personnages secondaires

### Vince
Interprété par Matt Schulze.
Vince est un pilote de courses de rue et un ami d'enfance de Dominic. Il est né le 3 juillet 1972.
Il s'oppose à l'inclusion de Brian dans l'équipe de Dom, sentant que celui-ci est policier, d'autant plus que Mia, la sœur de Dom flashe sur Brian, alors qu'il est lui-même attiré par elle. À la fin du premier film, Vince est sérieusement blessé quand il se fait tirer dessus par un camionneur, mais est sauvé par Brian qui le fait évacuer par la police pour le soigner. Malheureusement, cet acte a valu à Brian de se démasquer lui-même car afin de prévenir les secours, il a dû révéler devant tout le monde être officier de police.
Dans Fast and Furious 5, Vince réapparaît dans les favelas de Rio de Janeiro avec sa femme Rosa et son fils Nico (nommé en hommage à Dominic). À la suite des événements du premier opus, il a été contraint de fuir les Etats-Unis. Enchaînant les descentes dans plusieurs pays, il décide finalement de s'installer à Rio après avoir rencontré Rosa. Il vole une des trois voitures dans le train qu'il a essayé de détourner dans une mission précédente. Mais il est obligé de trahir Dom pour protéger sa famille. Dom et Brian n'ont plus confiance en lui, jusqu'à ce qu'il sauve Mia d'une mort certaine. Mortellement blessé lors de l'attaque du convoi de Hobbs qui vient de les arrêter à Rio, Vince demande à Dom de veiller sur Rosa et Nico. Vince décède par la suite en arrivant à la planque de Torreto. Après la réussite du hold-up, Dom offre la part de Vince à Rosa et Nico.
Apparitions
- Fast and Furious (2001)
- Fast and Furious 5 (2011)

Voitures conduites
- Nissan Maxima 1999 (1er film)
- De Tomaso Pantera GT5-S 1971 (5e film)

### Jesse
Interprété par Chad Lindberg.

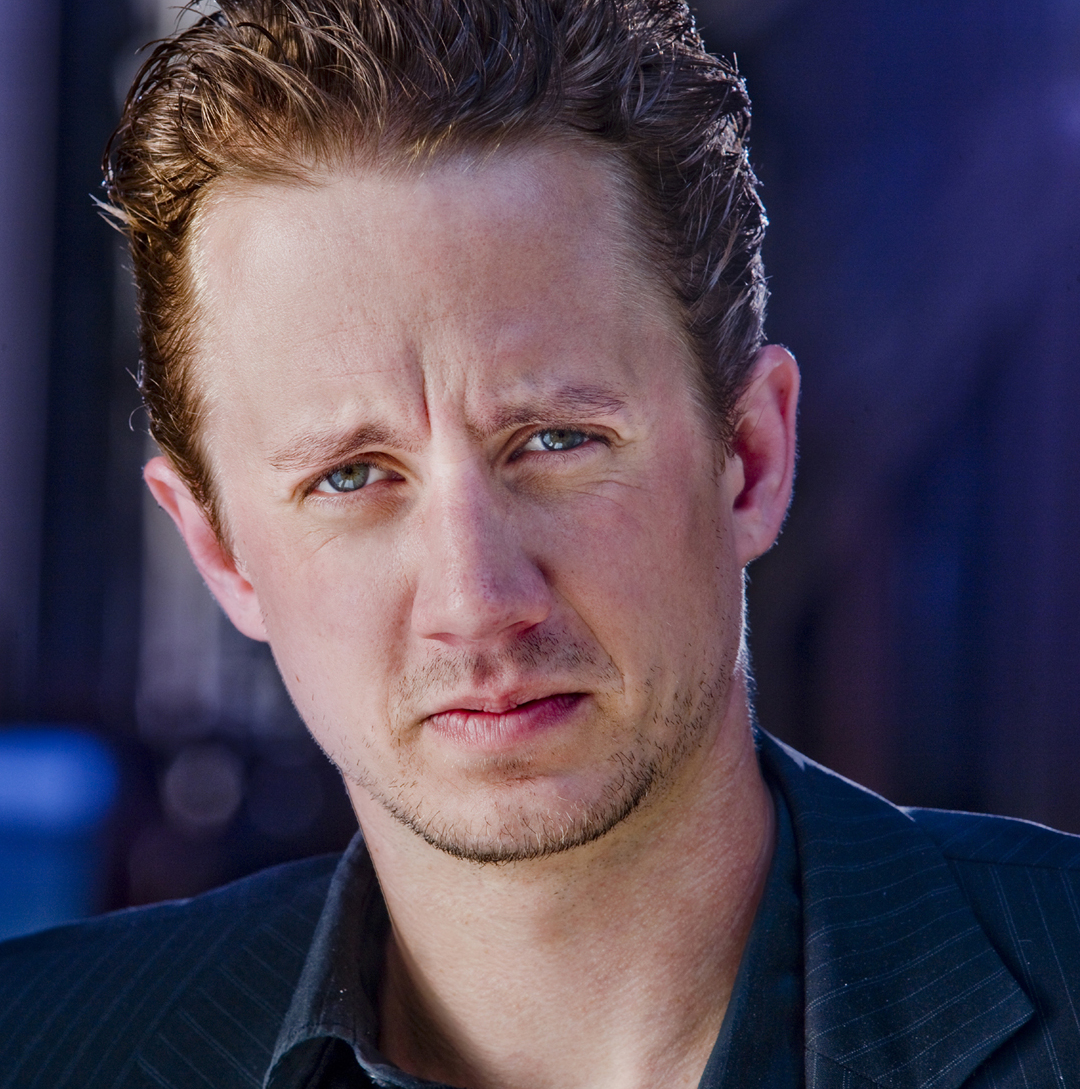

Jesse est un street racer ainsi que le cerveau des préparations automobiles dans le garage de Dominic. Il avoue avoir une hyperémotivité entraînant des troubles de l’attention, raison pour laquelle il bégaie et est très nerveux. Malgré tout, il est le crack en informatique du groupe et est chargé de créer le design, effectuer des contrôles sur des personnes, et l’amélioration des caractéristiques des moteurs des véhicules de Dom à l’aide de ses calculs précis (une caractéristique des personnes atteintes de sa maladie, ils ont généralement un QI élevé). Il est quelque peu irresponsable, comme lorsqu’il court contre Johnny Tran avec pour enjeu la carte grise de sa voiture contre la volonté de Brian qui l’avait averti que Tran avait investi plus de 100 000 dollars sous le capot de sa voiture. Son irresponsabilité est avérée par sa défaite contre Tran, mais il ne s’arrêta pas et s’échappa pour ne pas perdre sa voiture. Furieux, Tran et son cousin Lance Nguyen arrivèrent plus tard à la maison des Torreto et tirèrent sur tout le monde mais ne touchèrent personne excepté Jesse qui est tué dans la fusillade.
Apparition
- Fast and Furious (2001)

Voiture conduite
- Volkswagen Jetta (troisième génération) appelée Vento en France 1995 (1er film)

### Leon
Interprété par Johnny Strong.
Leon est un ami de Dominic. Il est également pilote lors des courses de rue. Il est surtout le dispatcher pendant les courses et alerte la présence de la police. Il disparaît à la fin du premier film, mis à l'abri par Dominic après l'échec de l'attaque du camion.
Apparition
- Fast and Furious (2001)

Voitures conduites
- Nissan Skyline R33 GT-R 1995 (1er film)
- Volkswagen Jetta GLX1995 (1er film)
- Honda Civic 1995 (1er film)

### Hector
Interprété par Noel Gugliemi.

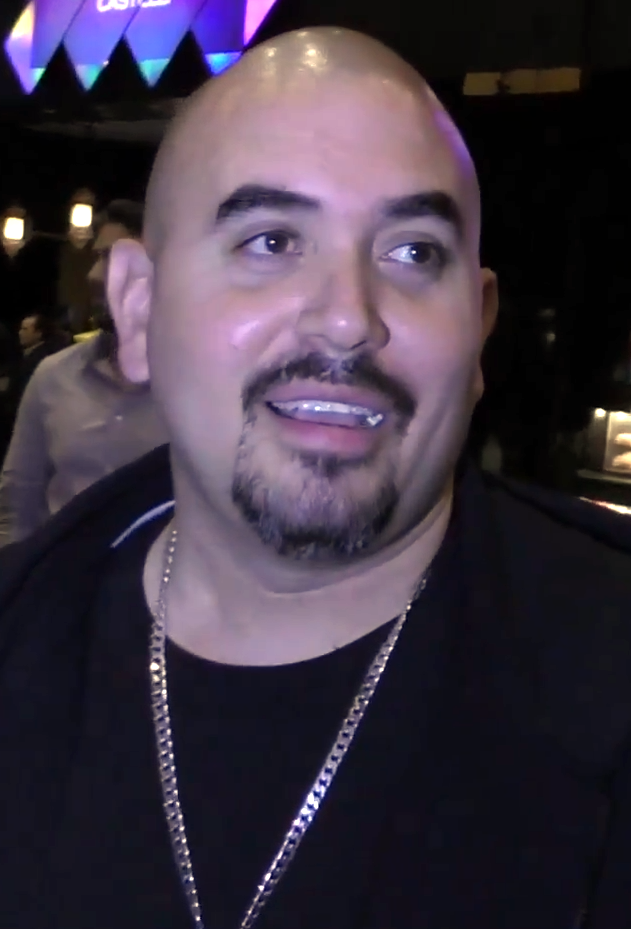

Hector est un ancien organisateur de course et travaille pour Johnny Tran.
Hector organise la course de rue dans laquelle Dominic et Brian ont participé, qui a ensuite été interrompue par la police. Brian commence à enquêter sur Hector et les activités de Johnny Tran et est convaincu que Tran est derrière les détournements. Il estime que ses soupçons sont fondés quand il découvre un perchase inhabituelle faite par Hector chez Racers's Edge (le magasin de pièces où Brian travaille). Hector est plus tard à une petite-fête au "El Gato Negro" mais le lieu où il se trouvait après cette fête est inconnu.
Dans Fast and Furious 7, Hector accueille, pour leur grand retour, Letty et Dom aux Race Wars. Letty gagne sa course puis est perturbée par la foule qui scande son prénom, elle donne alors un coup de poing à Hector qui lui demande ce qu'il lui arrive et n'oublie pas de préciser à Dom qu'elle n'a pas perdu de punch.
Apparition
- Fast and Furious (2001)
- Fast and Furious 7 (2015)

Voiture conduite
- Honda Civic EG91993 (1er film)

### Agent Bilkins
Interprété par Thom Barry.
Bilkins est un agent du FBI. Il est l'ancien patron de Brian quand il était dans la police de Los Angeles. Il montre des doutes à propos de Brian, dans le 1er film, mais est plus compatissant vers lui dans le 2e film à Miami.
Apparitions
- Fast and Furious (2001)
- 2 Fast 2 Furious (2003)

Voiture conduite
- Mercury Grand Marquis   1998 (2e film)

### Suki
Interprétée par Devon Aoki.
Suki est une amie de Brian et l'ex petite amie de Tej, avec qui elle entretient une relation ambigüe. C'est une excellente pilote qui aime créer le design de ses voitures au sein de son équipe de filles. Lors de la course qui débute 2 Fast 2 Furious elle est la seule concurrente à parvenir à sauter le pont à la suite de Brian, terminant seconde. Elle fait diversion avec Tej pour permettre à Brian et Roman d'échapper à la police fédérale.
Apparition
- 2 Fast 2 Furious (2003)

Voitures conduites
- Honda S2000 (2e film)
- Mitsubishi Eclipse Spyder GTS 2003 (2e film)

### Monica Fuentes
Interprétée par Eva Mendes.

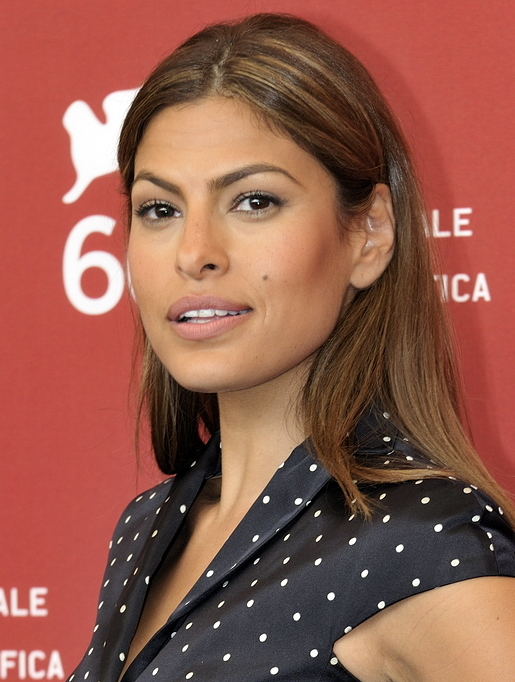

Monica Fuentes est une agente fédérale du United States Customs Service (douanes américaines). Elle travaille sous couverture auprès du trafiquant Carter Verone avec lequel elle entretient une relation amoureuse. Elle rencontre Brian et Roman, également infiltrés. Elle tombe amoureuse de Brian, mais Roman se méfie d'elle. Monica avertit plus tard Brian qu'après la mission que Verone leur a confiée, il a l'intention de les tuer. Elle permet ensuite à Brian de faire arrêter Verone, et force alors Roman à admettre qu'elle était finalement une personne de confiance.
Dans une scène après le générique de fin Fast and Furious 5, Luke Hobbs reçoit un dossier de Monica à propos d'un cambriolage durant lequel Letty a été photographiée.
Apparitions
- 2 Fast 2 Furious (2003)
- Fast and Furious 5 (2011) (caméo)

### Neela
Interprétée par Nathalie Kelley.

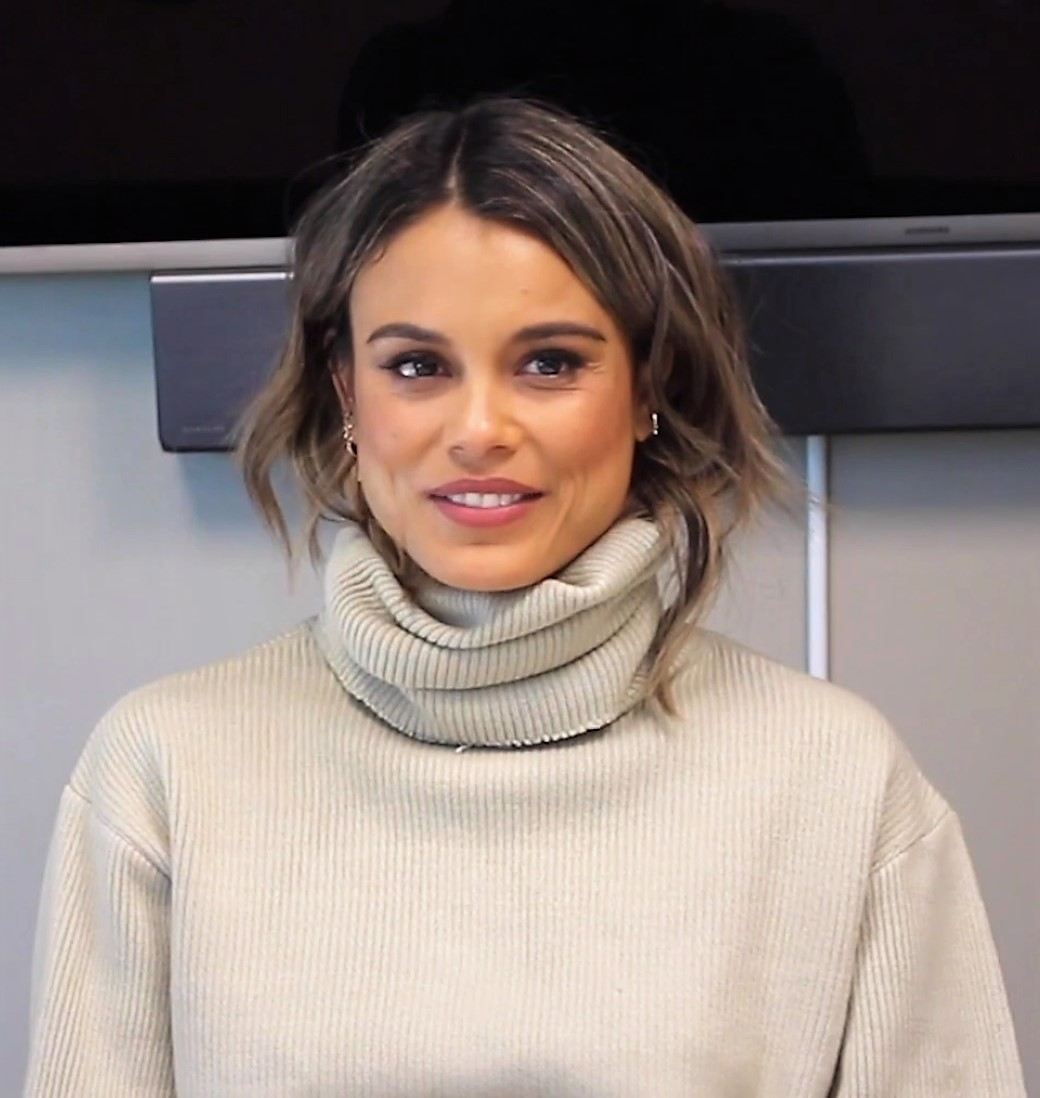

Neela est la petite amie de Takashi Kamata dans Fast and Furious: Tokyo Drift. Elle tombe amoureuse de Sean Boswell peu après son arrivée. Dès lors, ils se trouvent vite une passion en commun pour les voitures, ce qui déplaît beaucoup à Takashi.
Elle fait une apparition non créditée dans Fast and Furious 7.
Apparitions
- Fast and Furious: Tokyo Drift (2006)
- Fast and Furious 7 (2015) (images d'archives)

Voiture conduite
- Mazda RX-8 2006 (3e film)

### Twinkie
Interprété par Bow Wow.

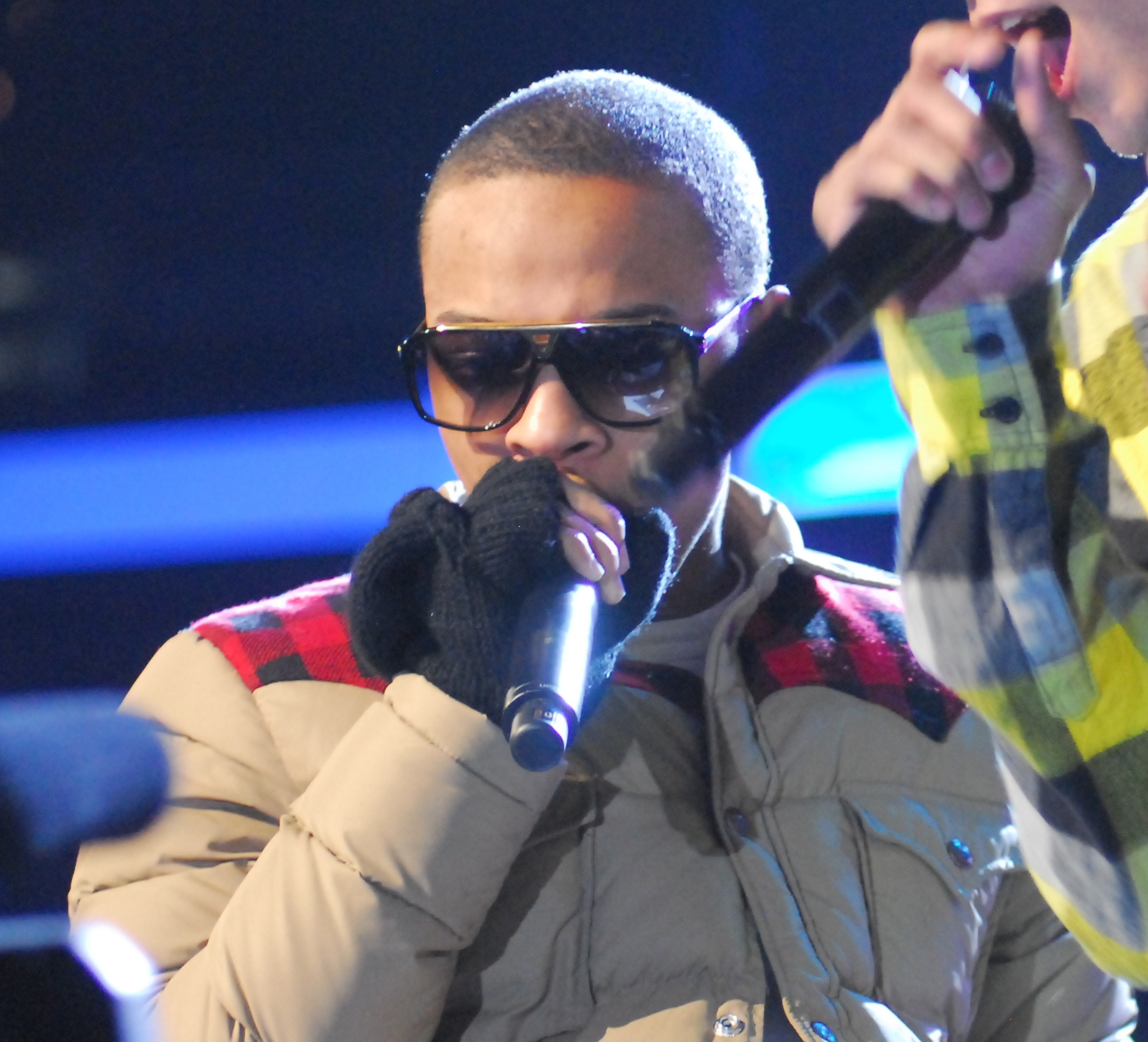

Twinkie devient le premier ami de Sean lorsque ce dernier arrive à Tokyo. Il prend Sean sous son aile et lui fait découvrir le monde du « drift ». Il fait une apparition non créditée dans Fast and Furious 7 aux côtés de Sean et Neela.
Apparitions
- Fast and Furious: Tokyo Drift (2006)
- Fast and Furious 7 (2015)
- Fast and Furious 9 (2021)

Voiture conduite
- Volkswagen Touran2003 (3e film)

### Tego Leo
Interprété par Tego Calderón.

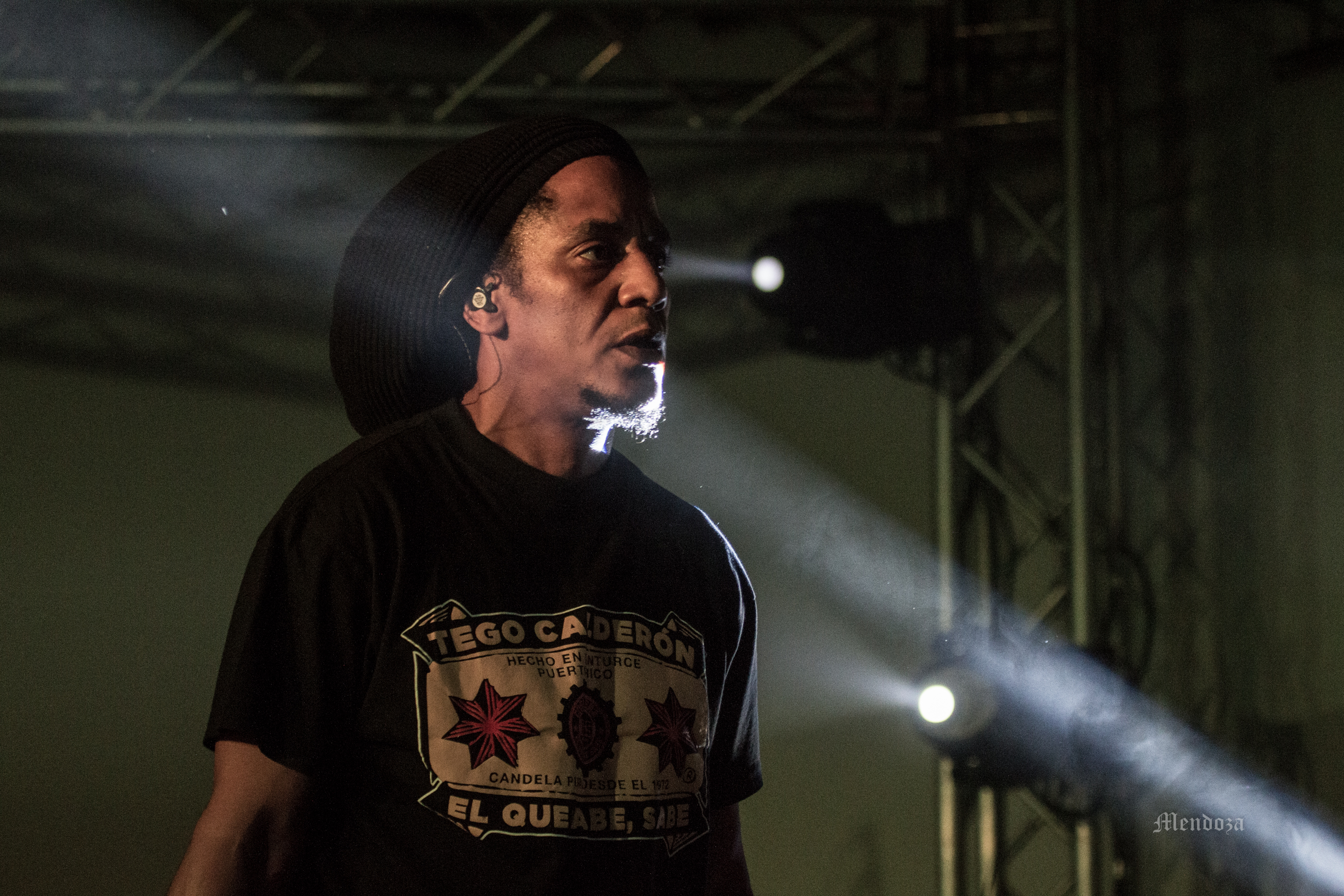

Tego Leo fait partie de l'équipe de Dominic volant de l'essence en République dominicaine au début de Fast and Furious 4. À la fin du film, il conduit et aide Brian et Mia à libérer Dom du bus pénitentiaire.
Il est appelé à la rescousse par Dom pour le casse à Rio de Fast and Furious 5 pour ses capacités de bidouilleur informatique. Avec Rico, il parvient notamment à détourner les images des caméras de surveillance du commissariat où le criminel Hernan Reyes cache ses millions. C'est quelqu'un de très calme qui prend la vie comme elle vient et croit au destin et au karma, ce qui désespère son meilleur ami Rico. Il joue d'ailleurs l'intégralité de son butin sur le rouge dans un casino de Monaco, alors que Rico mise sur le noir, ne croyant pas au destin. On ignore s'ils ont gagné ou perdu à la suite de cela.
Apparitions
- Los Bandoleros (court-métrage) (2009)
- Fast and Furious 4 (2009)
- Fast and Furious 5 (2011)
- Fast and Furious 8 (2017)

Voitures conduites
- Chevrolet R3500 1989 (4e film)
- Pontiac Trans Am 1978 (4e et 5e films)
- Nissan 370Z 2010 (5e film)

### Rico Santos
Interprété par Don Omar.

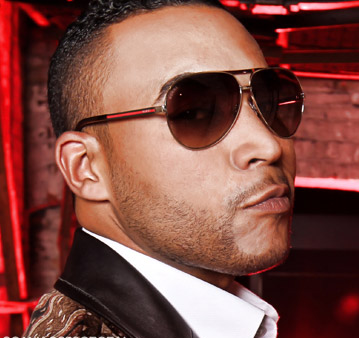

Rico Santos fait partie de l'équipe de Dominic volant de l'essence en République dominicaine au début de Fast and Furious 4. À la fin du film, il conduit et aide Brian et Mia à libérer Dom du bus de prison.
Il est appelé à la rescousse par Dom pour le casse à Rio de Fast and Furious 5 pour ses capacités de bidouilleur informatique. Avec Tego, il parvient notamment à détourner les images des caméras de surveillance du commissariat où le criminel Hernan Reyes cache ses millions. Il se dispute sans cesse avec Tego, qui lui reproche de trop s'inquiéter et de compliquer les choses en voyant tout en négatif. Avec sa part du butin, il fait le vœu de lui offrir des cours de cuisine après avoir constaté qu'il a carbonisé une côte de bœuf pendant un barbecue. Finalement, il jouera sa part sur le noir dans un casino de Monaco, craignant de voir Tego tout perdre.
Apparitions
- Los Bandoleros (court-métrage) (2009)
- Fast and Furious 4 (2009)
- Fast and Furious 5 (2011)
- Fast and Furious 8 (2017)
- Fast and Furious 9 (2021) (caméo)

Voitures conduites
- Ford Club Wagon 1993 (5e film)
- Toyota Supra RZ 1997 (5e film)

### Michael Stasiak
Interprété par Shea Whigham

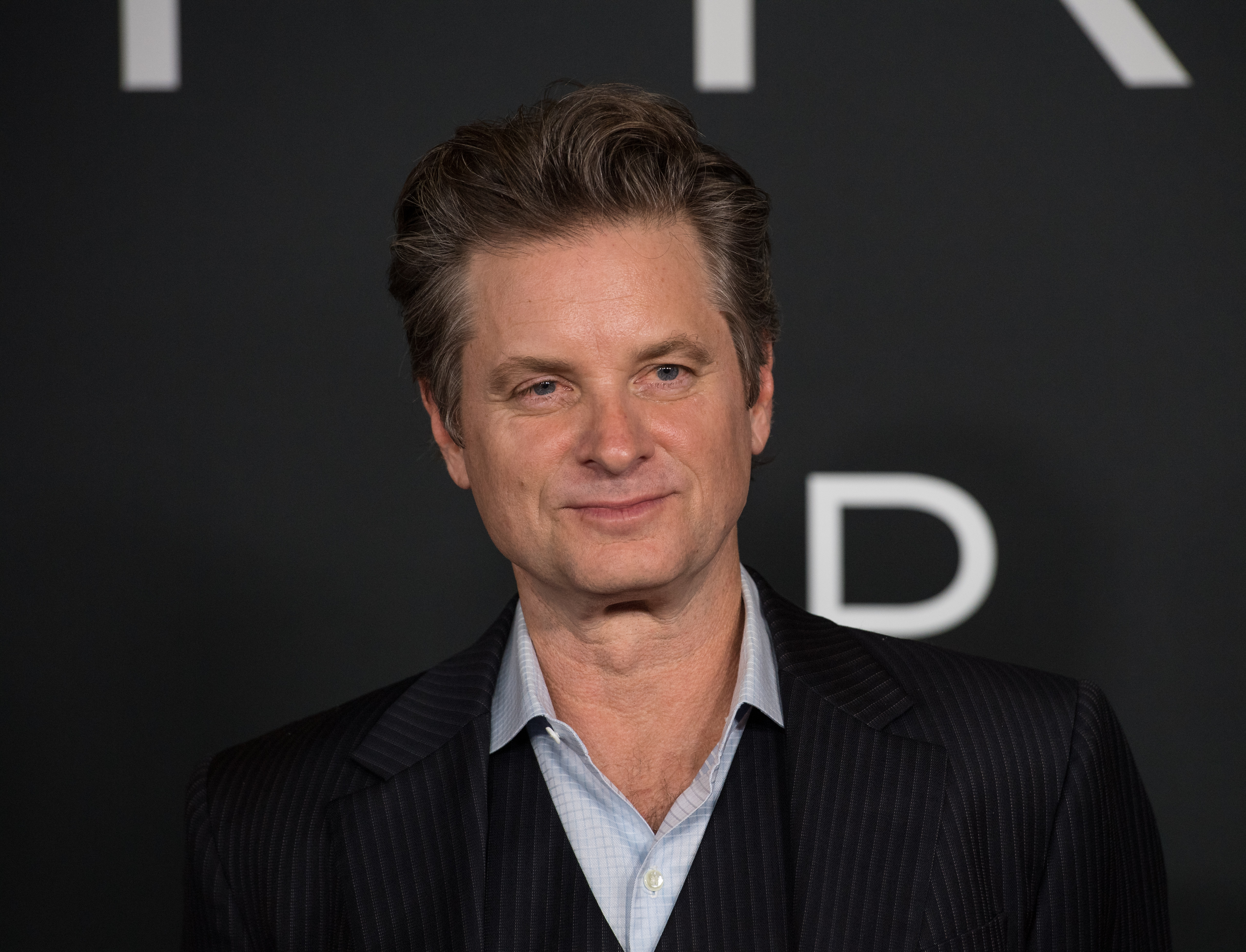

Michael Stasiak est un agent fédéral qui a travaillé avec et souvent en contradiction avec Brian, ce dernier lui ayant même cassé le nez en le cognant contre un mur dans le quatrième opus. Dans le sixième film, il est contacté par Brian afin d’aider ce dernier à s’infiltrer dans la prison de Victor Hill afin d’atteindre Braga. Afin d’être enfermé près de sa cellule, Brian simule une violente altercation qui provoquera une nouvelle fois la cassure du nez de Stasiak.
Il vient à nouveau en aide à l'équipe, en fournissant cette fois Dom une évacuation aérienne.
Apparition
- Fast and Furious 4 (2009)
- Fast and Furious 6 (2013)
- Fast and Furious 9 (2021)

### M. Personne
Interprété par Kurt Russell.

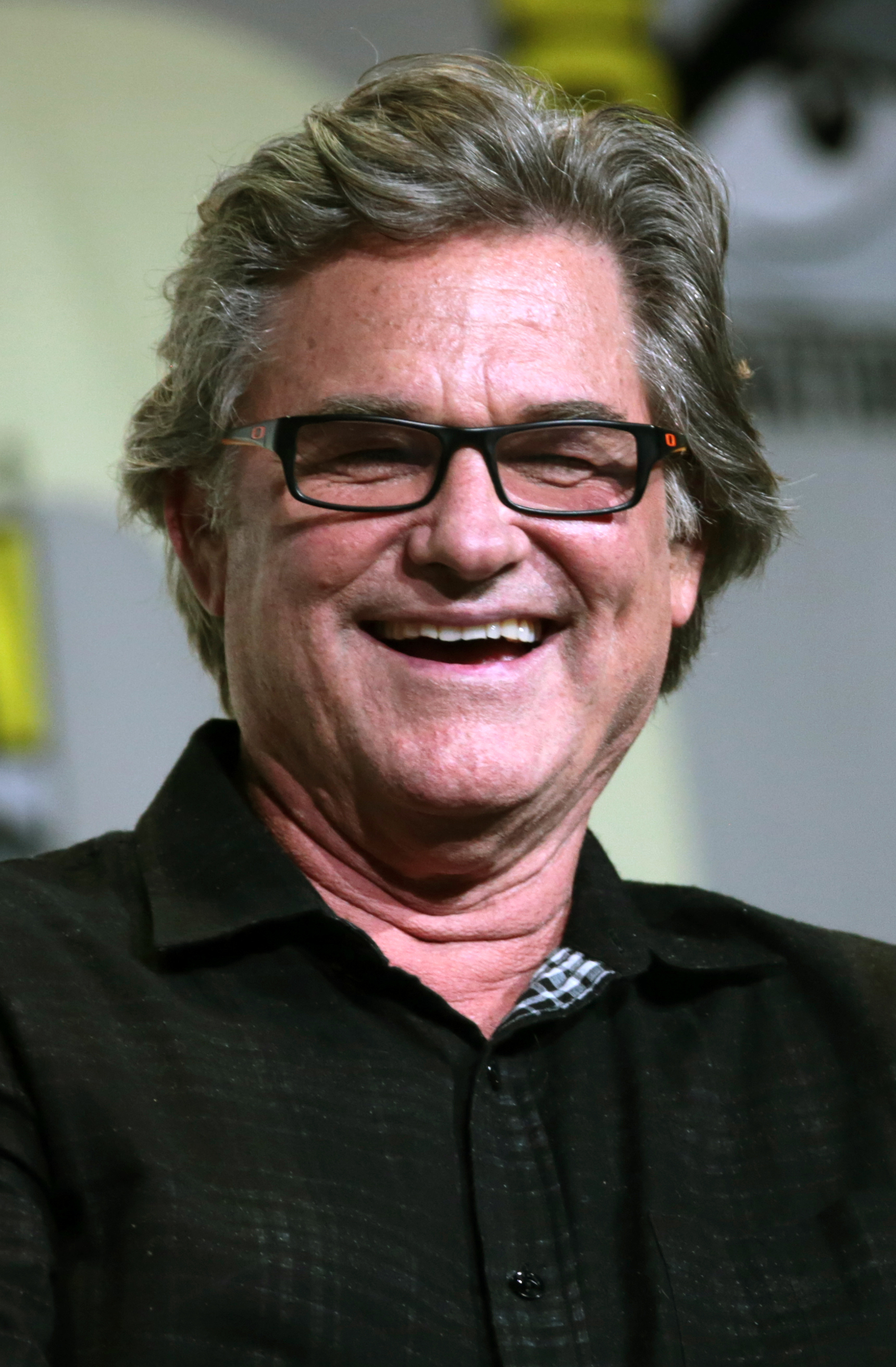

M. Personne (Mr Nobody en version originale) est un agent gouvernemental et le leader d'une équipe secrète voulant capturer Mose Jakande, un mercenaire convoitant l’œil de Dieu, un programme informatique capable de suivre à la trace un individu recherché grâce à Internet et aux caméras de surveillance. Il réussit à convaincre Dom de l'aider à récupérer l’œil de Dieu et à sauver son créateur, Ramsey, en échange de quoi, il pourra utiliser ce programme afin de localiser Deckard Shaw. Il aide ensuite Dom et son équipe à éliminer Shaw, mais est blessé au cours de la fusillade et est évacué pour être soigné.
M. Personne intervient de nouveau après la trahison apparente de Dom dans Fast and Furious 8, chargeant son équipe de l'arrêter, sous les ordres de Hobbs. Dans cet opus, il est le formateur d'un jeune stagiaire nommé Eric (surnommé "Petit Personne" par Roman). Il assiste au repas de retrouvailles à la fin du film.
M. Personne est un personnage assez mystérieux. On connaît très peu de choses sur lui et son vrai nom n'a jamais été mentionné dans les films. Lorsqu'on lui demande son identité, il répond : « Qui je suis n'a aucune importance, en fait je suis personne ». D'ailleurs, le QG dans lequel il dirige toutes les opérations est appelé « nulle part ». Il va même jusqu'à surnommer son assistant Eric « Que Dalle », lorsque Roman demande l'identité de ce dernier. Dans Fast and Furious 10, on apprend qu'il a eu fille prénommée Tess et qui a pris sa suite au sein de son agence.
Son vrai nom pourrait être Frank Petty.
Apparitions
- Fast and Furious 7 (2015)
- Fast and Furious 8 (2017)
- Fast and Furious 9 (2021)

### Eric Reisner
Interprété par Scott Eastwood.

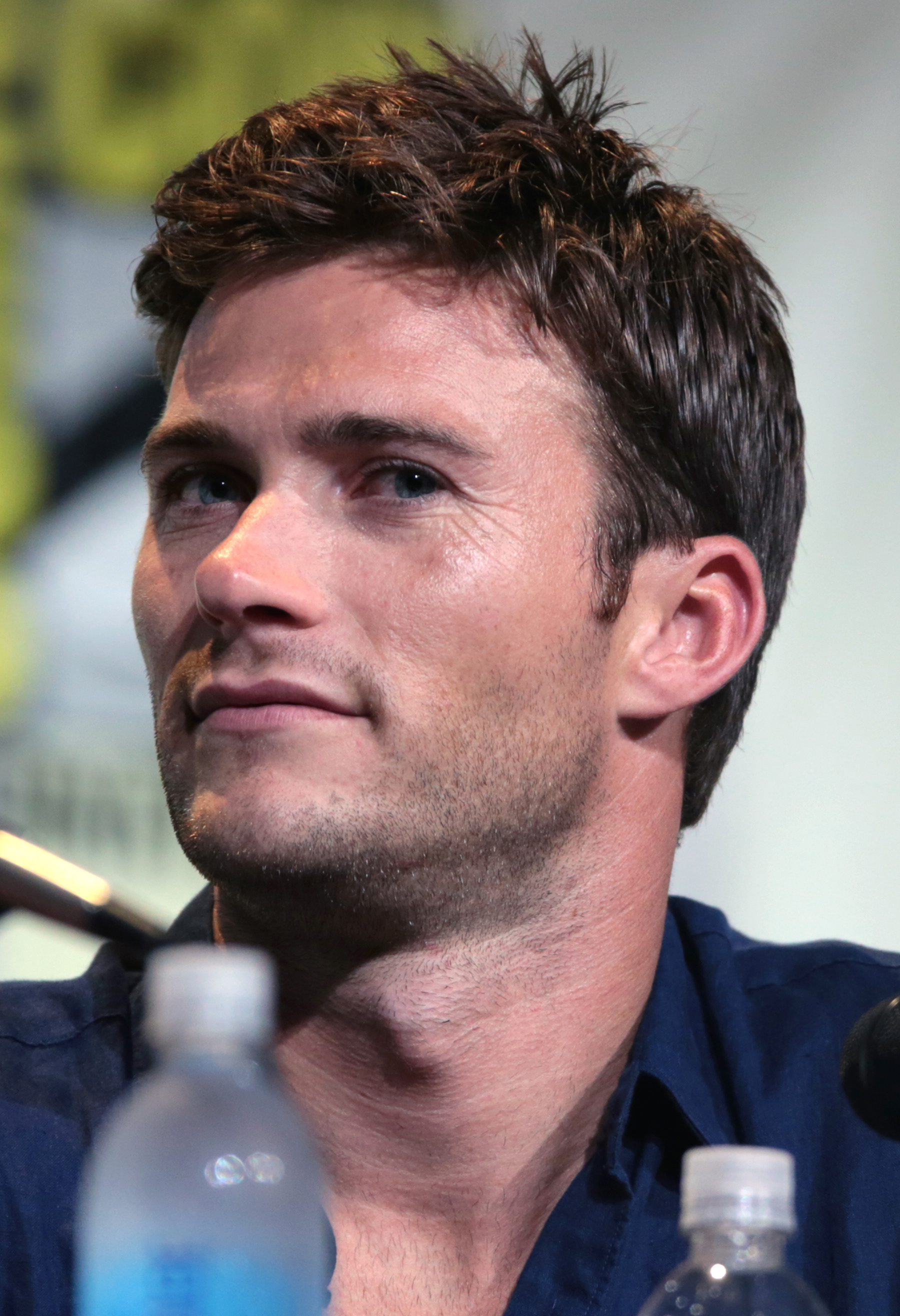

Jeune agent en formation sous les ordres de Mr. Personne dans Fast and Furious 8, Eric Reisner est un bon pilote qui suit à la lettre les règles qu'on lui a apprises. Moqué par toute l'équipe à cause de son âge et de son inexpérience, il se révèle être un allié de choix lors de l'attaque du sous-marin. Il assiste au repas de retrouvailles à la fin du film.
Apparitions
- Fast and Furious 8 (2017)
- Fast and Furious 10 (2023)

### Magdalene Shaw
Interprété par Helen Mirren.
Magdalene Shaw est la mère de Deckard, Owen et Hattie, elle apparait pour la première fois dans Fast and Furious 8. Hors-la-loi, comme ses fils, elle a un sens profond des valeurs familiales. Dominic Toretto lui demande de l'aide pour recruter Deckard et Owen afin d'affronter la terrible Cipher. Emprisonnée à la fin du huitième volet, Magdalene est toujours derrière les barreaux dans le spin-off.
Apparitions
- Fast and Furious 8 (2017)
- Fast and Furious: Hobbs and Shaw (2019)
- Fast and Furious 9 (2021)
- Fast and Furious 10 (2023)

### Hattie Shaw
Interprété par Vanessa Kirby

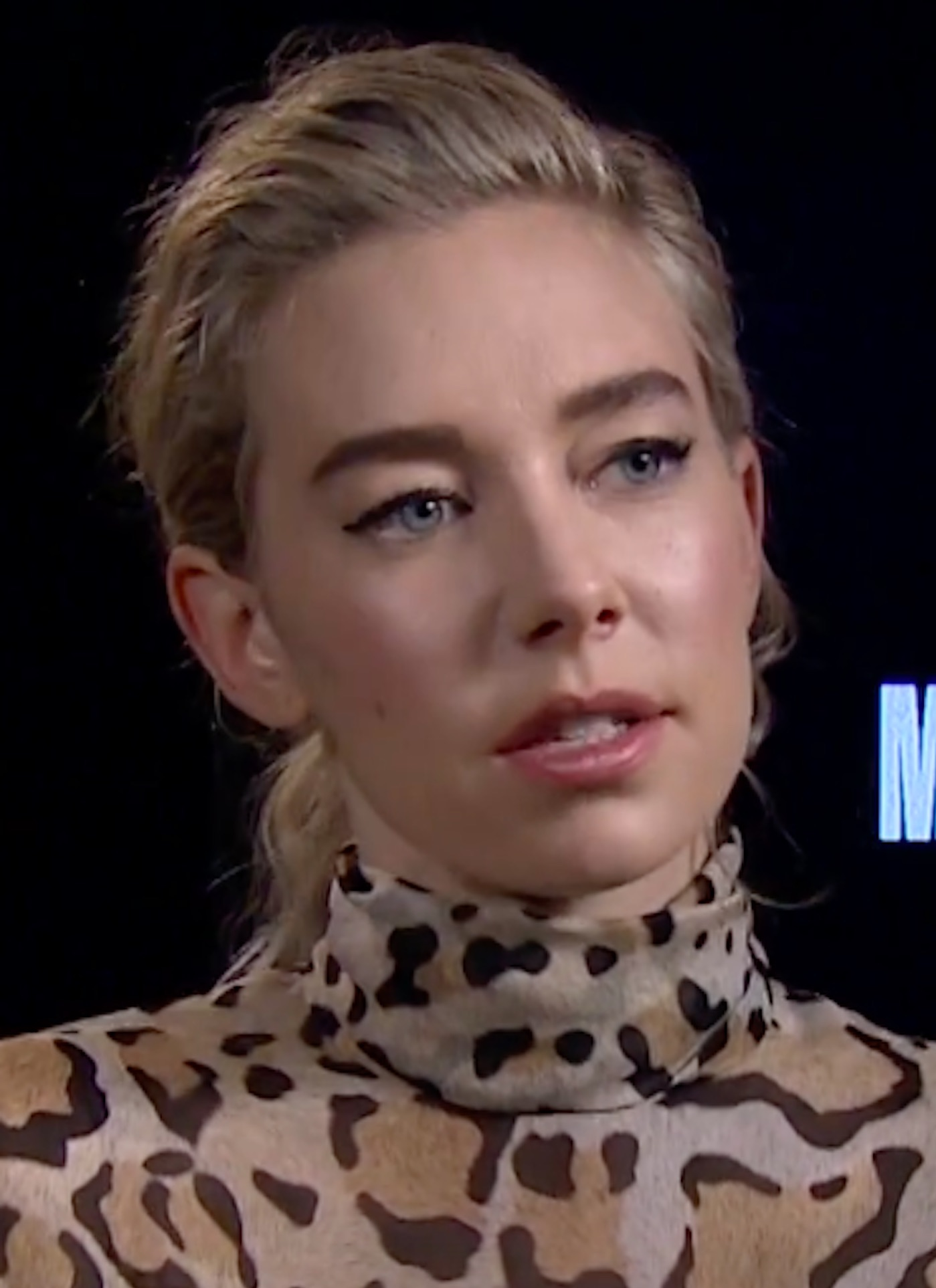

Elle apparaît dans Hobbs and Shaw, et révèle être la petite sœur de Deckard et Owen Shaw. Elle travaille pour le MI6 avant d'être accusé d'avoir volé un virus mortel. En réalité, elle s'est injecté le virus pour le protéger. Pendant tout le film, elle sera traquée sans relâche par Brixton, avant d'être sauvée par Deckard, et Hobbs.
* Apparitions: 
- Fast and Furious: Hobbs and Shaw (2019)

### Abuela Toretto
Interprété par Rita Moreno.
Abuela est la grand-mère de Dom, Jakob et Mia et l'arrière-grand-mère de Brian Marcos et Jack. Pour la première fois, elle fait son apparition dans Fast and Furious 10.
Apparitions
- Fast and Furious 10 (2023)

### Isabel Neves
Interprété par Daniela Melchior.
Isabel est la petite sœur d'Elena, décédée dans Fast and Furious 8. Elle apparait dans Fast and Furious 10.
Apparitions
- Fast and Furious 10 (2023)

### Tess Petty
Interprété par Brie Larson.
Tess est la fille de M. Nobody. Elle travaille pour l’agence et aide Dom lors des événements de Fast and Furious 10.
Apparitions
- Fast and Furious 10 (2023)

## Ennemis

### Johnny Tran
Interprété par Rick Yune.

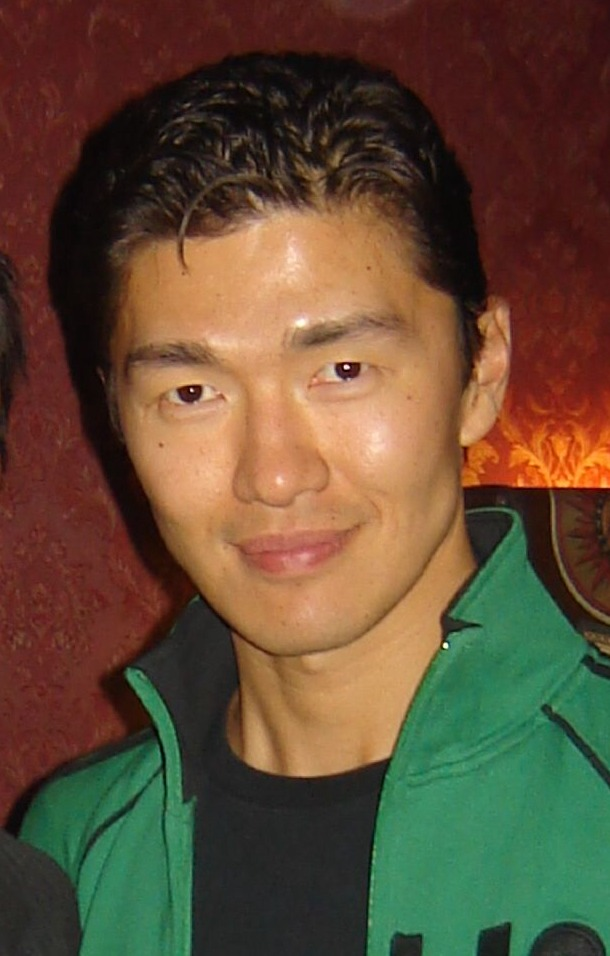

Johnny Tran est le premier antagoniste de la saga. C'est un ancien rival de Dominic, mais à la suite d'une intervention policière menée par Brian et ses hommes, il décide de s'en prendre à Dom en croyant l'avoir donné aux policiers. Après l'avoir retrouvé, il tue Jesse, mais après une course-poursuite, Brian parvient à le tuer.
Apparition
- Fast and Furious (2001)

Voitures conduites
- Honda S2000 2001 (1er film)
- Honda Civic Coupé 1995 (1er film)

### Carter Verone
Interprété par Cole Hauser.

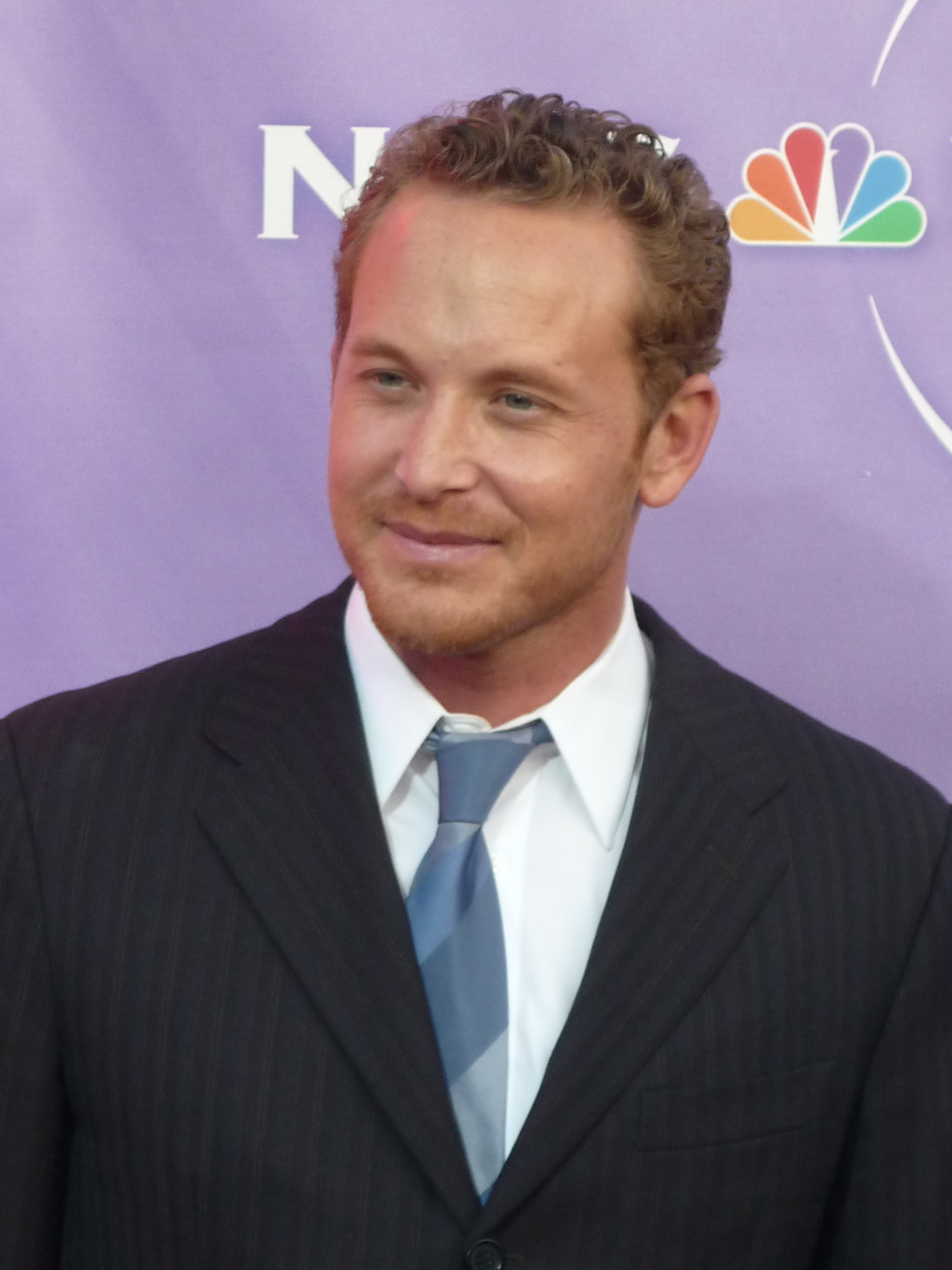

Carter Verone est un trafiquant de drogue argentin. Pour se racheter une conduite, Brian doit faire équipe avec Roman pour infiltrer son cartel. Après une course-poursuite, Brian et Roman réussissent à l'arrêter.
Apparition
- 2 Fast 2 Furious (2003)

### Takashi Kamata
Interprété par Brian Tee

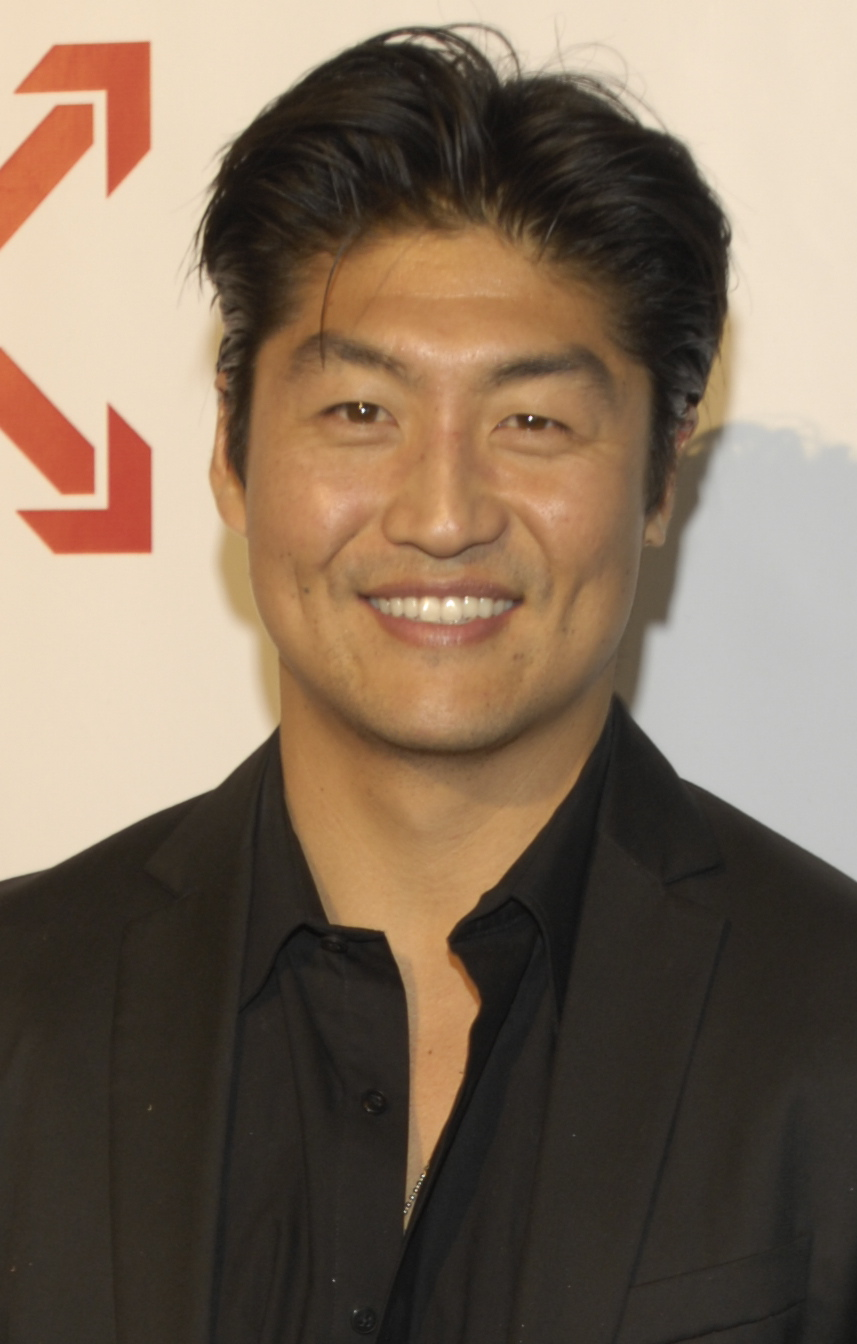

Takashi Kamata plus connu sous le surnom de «D.K.» est reconnu comme le meilleur pilote de Drifting à Tokyo. C'est l'antagoniste principal dans Tokyo Drift.
Apparition
- Fast and Furious: Tokyo Drift (2006)

Voitures conduites
- Nissan Fairlady 350Z 2003 (3e film)
- Toyota Corolla 1986 (3e film)

### Arturo Braga
Interprété par John Ortiz.

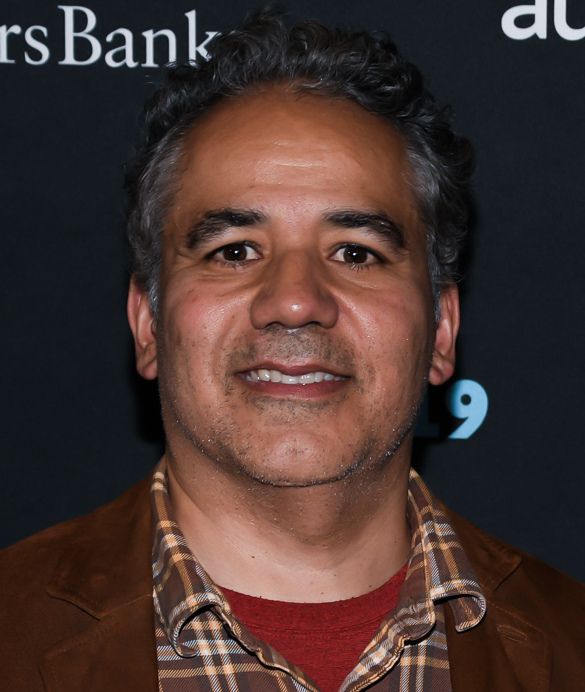

Arturo Braga est le chef d'un cartel de drogue dans Fast and Furious 4 ; il a besoin de bons pilotes pour faire passer la drogue du Mexique vers les États-Unis. Letty s'est fait recruter, mais un de ses hommes, Fenix Rise, l'a tué. Brian enquêtait déjà auparavant sur ce trafiquant de drogue et son cartel ; et Dom décida de se venger de la mort de Letty en tuant son assassin et tous ceux qui se mettent en travers de son chemin… Brian et Dom doivent faire équipe s'ils veulent l'emprisonner. Ils l'emprisonnent, mais cette bonne action ne permet pas à Dominic de s'épargner la prison à perpétuité.
Dans Fast and Furious 6, Dom et son équipe découvrent que Shaw était lié au cartel de Braga. Brian décide alors de regagner les États-Unis en tant que prisonnier pour l’atteindre, de manière à découvrir les véritables intentions de Shaw. Devant sa cellule, Braga révèle avoir en effet travaillé avec Owen Shaw, en l’aidant à faire passer de l’armement et de l’argent blanchi pour financer ses projets. Il avoue également que Shaw est depuis longtemps en relation avec différents contacts qui lui permettent de surveiller ses ennemis, dont le FBI qui lui aurait annoncé que Brian avait introduit Letty dans son cartel. Braga termine en révélant que Shaw avait tenté de la tuer à l’hôpital après l’accident, mais a décidé de la recruter en voyant qu’elle a perdu la mémoire. Finalement, Braga tente de faire culpabiliser Brian et ce dernier se jette sur lui. Il le torture avant que Braga ne lui dise que Shaw les surveille depuis le début et que le jour où il s’en approchera, il comprendra qu’il l’aura fait venir.
Apparition
- Fast and Furious 4 (2009)
- Fast and Furious 6 (2013)

### Fenix Rise
Interprété par Laz Alonso.
Fenix Rise est le bras droit de Braga. Il est l'assassin présumé de Letty dans Fast and Furious 4. Il est tué par Dom. Il réapparaît dans le 6e film sous la forme d'un flashback.
Apparition
- Fast & Furious 4 (2009)
- Fast & Furious 6 (2013) (flashback)

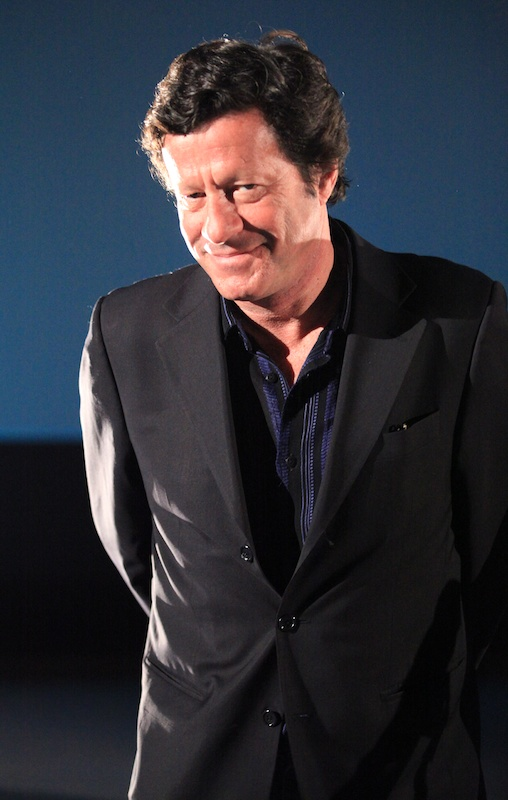

Voiture conduite
- Ford Gran Torino 1972 (4e film)

### Hernan Reyes
Interprété par Joaquim de Almeida.
Hernan Reyes est le plus gros trafiquant de Rio.Toretto et son équipe veulent voler son argent dans Fast and Furious 5. Ils réussissent finalement à lui prendre toute sa fortune qu'il avait pris soin de placer dans un coffre au sein d'un commissariat, après une longue course poursuite avec la police et les hommes de Reyes dans les rues de la ville. Il est tué par Luke Hobbs. Il a un fils nommé Dante et qui veut le venger dans Fast and Furious 10.
Apparitions
- Fast and Furious 5 (2011)
- Fast and Furious 10 (2023) (caméo + flashbacks de Fast and Furious 5)

### Riley
Interprétée par Gina Carano.

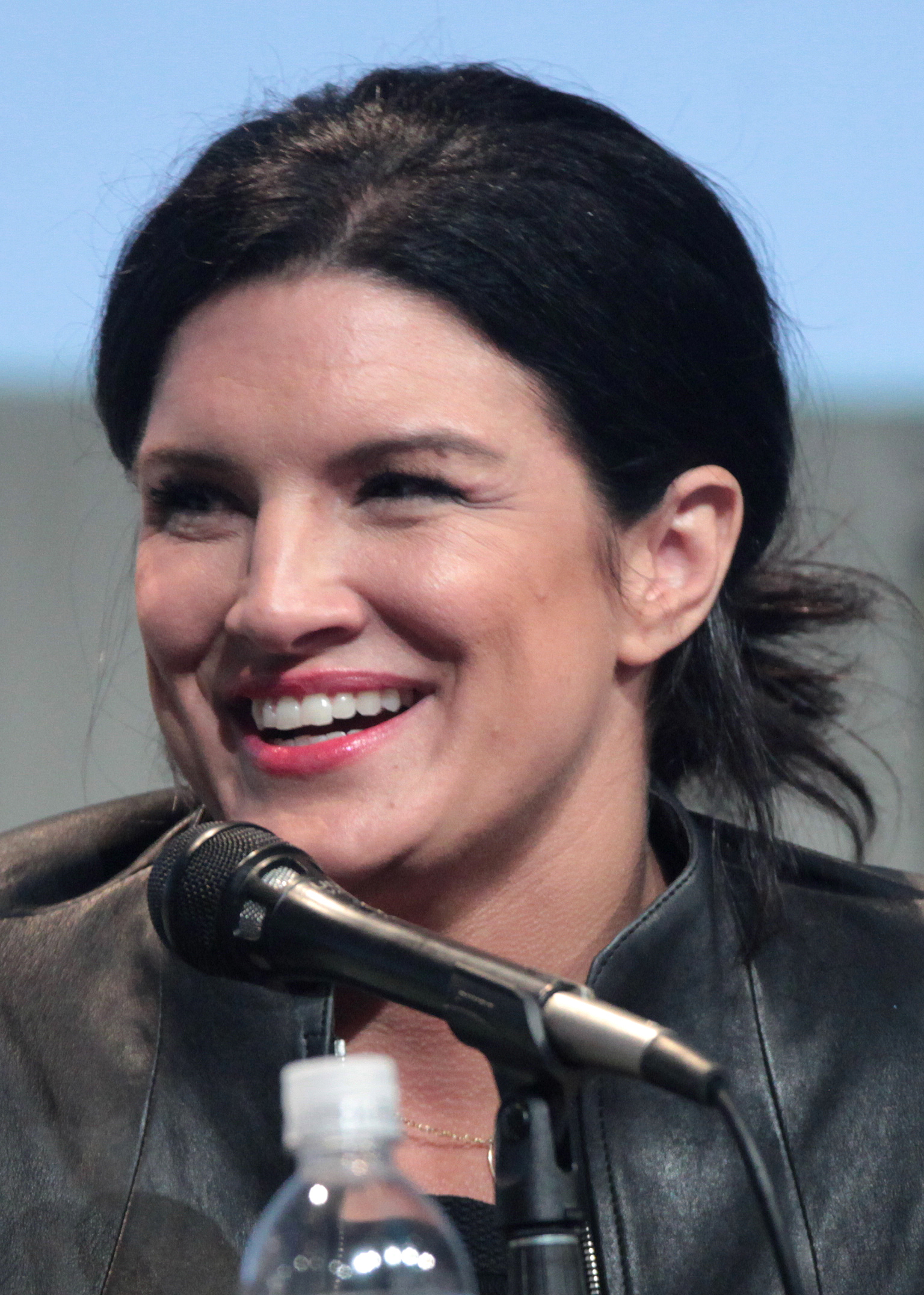

Riley est la nouvelle coéquipière de Hobbs dans Fast and Furious 6, mais c'est en réalité un sbire d'Owen Shaw. Experte en combat, elle se bat à deux reprises contre Letty, la deuxième fois lui étant fatale : elle se fait transpercer le corps par un harpon, lancé par Hobbs à Letty, et tombe de l'avion où elles se battaient.
Apparition
- Fast and Furious 6 (2013)

### Owen Shaw
Interprété par Luke Evans

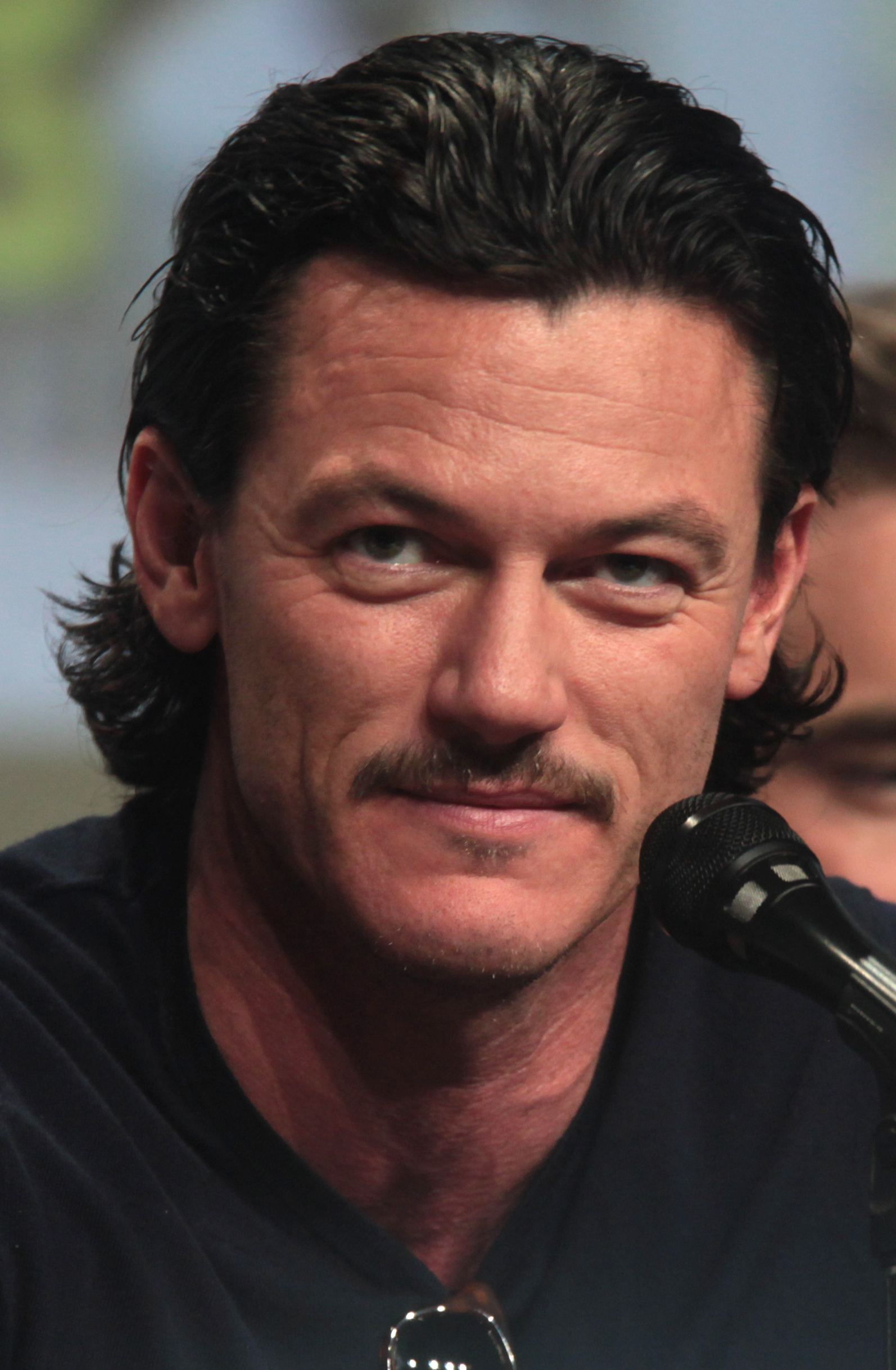

Owen Shaw est un ancien membre de la Royal Air Force. Il entre ensuite dans la criminalité. Avec son équipe (dont fait partie Letty, amnésique), il braque notamment un convoi militaire en Russie. Hobbs enquête sans relâche sur lui. Il est amené à collaborer avec l'équipe de Dom et Brian pour arrêter Owen.
Dans Fast and Furious 7, il se retrouve dans le coma à l'hôpital de Londres après sa chute de l'avion lors du dernier affrontement avec Dom. Son grand frère, Deckard, lui fait la promesse de retrouver et tuer Toretto et son équipe.
Dans Fast and Furious 8, on apprend que les agissement d'Owen dans le sixième opus ont en réalité été influencés par Cipher. En effet, cette dernière l'avait recruté (en menaçant sa famille dont Deckard et sa mère) pour l'aider à construire le générateur d'ondes électro-magnétiques en lui trouvant les pièces manquantes, avant que Toretto ne récupère la dernière pièce et ne le laisse pour mort à la fin du sixième opus. Owen est ensuite contacté par sa mère pour aider Toretto à libérer son fils retenu en otage par Cipher. Owen et son frère Deckard infiltrent l'avion et parviennent à sauver l'enfant. Étrangement, il n'assiste pas au repas de famille de Toretto à la fin du film.
Il est brièvement évoqué dans le spin-off Hobbs and Shaw, où il est révélé que lui et Deckard ont une petite sœur nommée Hattie. Il n'est pas présent dans le film.
Apparitions
- Fast and Furious 6 (2013)
- Fast and Furious 7 (2015)
- Fast and Furious 8 (2017)

Voitures conduites
- Flip Car (6e film)
- Aston Martin Vanquish (6e film)
- Aston Martin DB9 2010 (6e film)

### Louie Kiet
Interprété par Tony Jaa.

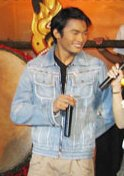

Louie Kiet est un homme de main travaillant pour Jakande. Il est très agile, et effectue de nombreuses acrobaties pendant ses deux affrontement avec Brian (dans le camion lors du sauvetage de Ramsey et dans un immeuble pour empêcher Brian de pirater l’œil de Dieu). Brian finit par le vaincre en le faisant tomber dans une cage d'ascenseur.
Apparitions
- Fast and Furious 7 (2015)

### Mose Jakande
Interprété par Djimon Hounsou.

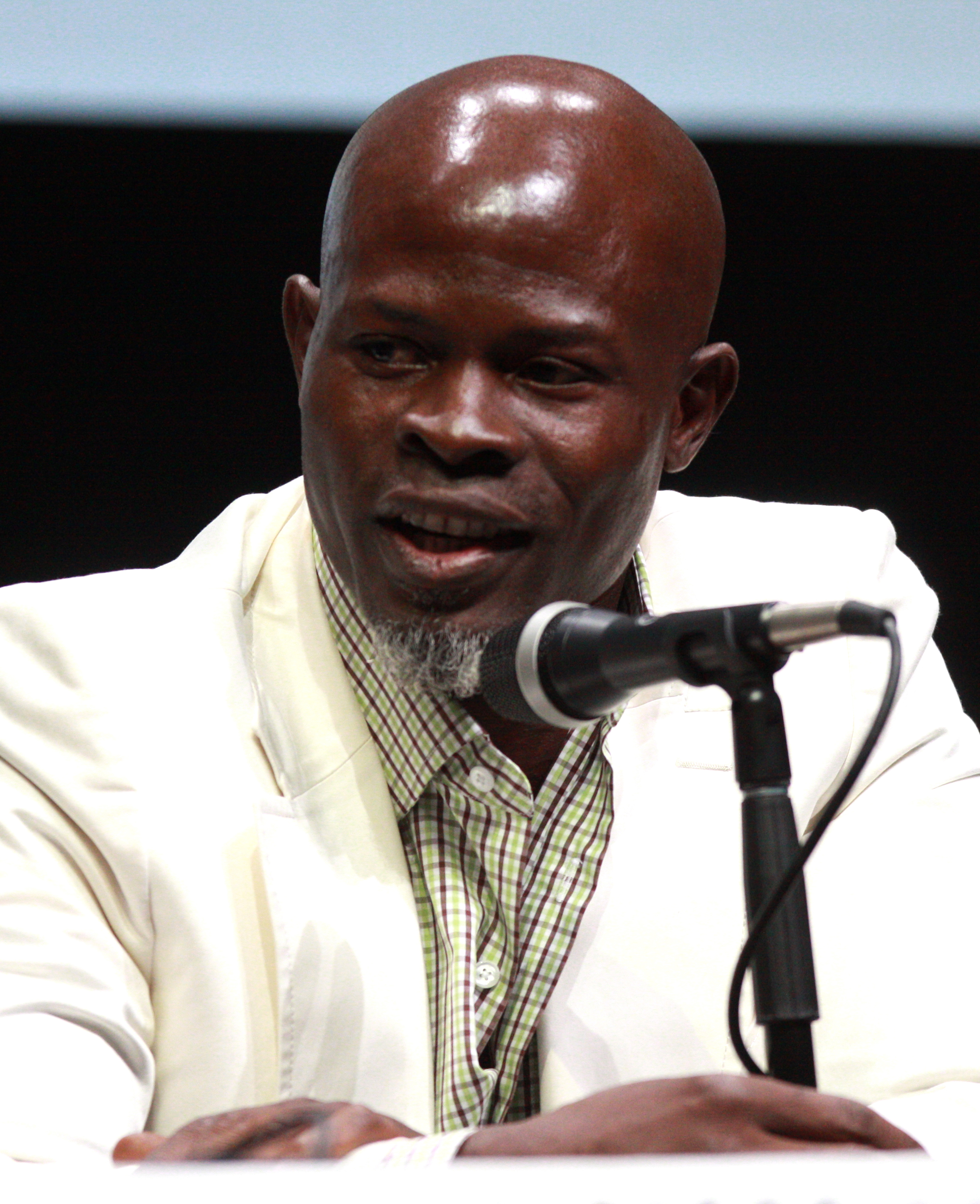

Mose Jakande est un terroriste franco-nigérian. C'est un allié de Deckard Shaw (qu'il finit toutefois par trahir) et il est celui qui détient Ramsey afin de lui soutirer "l’œil de Dieu" dans Fast and Furious 7. Il devient l'ennemi de l'équipe de Dom lorsque celui-ci arrive à sauver Ramsey et à récupérer l'œil de Dieu. Il est finalement tué par Dom, qui jette le sac de grenades de Deckard Shaw sur son hélicoptère, et Luke Hobbs qui le fait exploser avec son revolver.
Apparitions
- Fast and Furious 7 (2015)
- Fast and Furious 8 (2017) (caméo photographique)

### Cipher
Interprétée par Charlize Theron

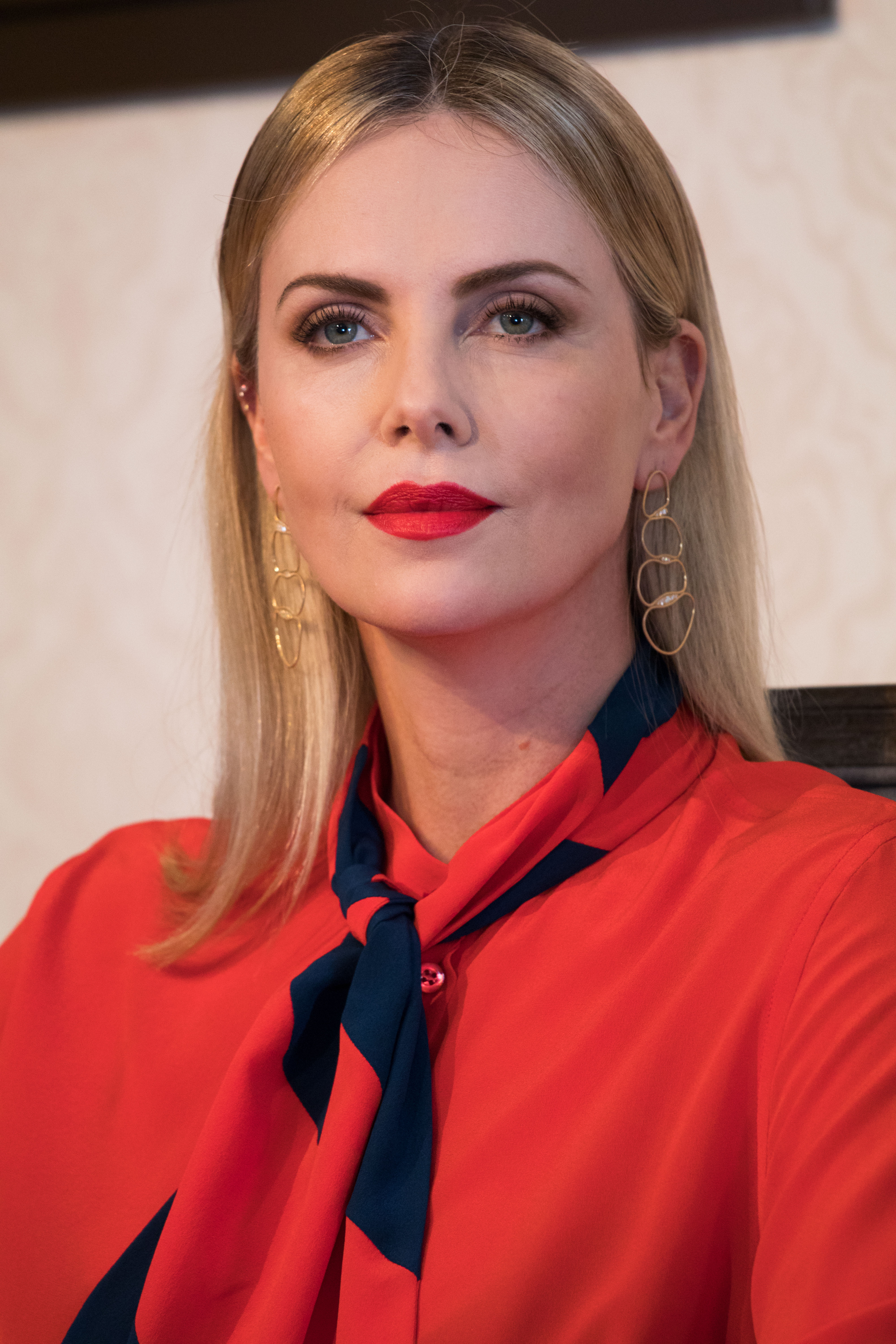

Cipher est une cyber-terroriste blonde qui recrute de force Dom pour voler des codes secrets nucléaires, menaçant son ex-petite amie Elena et leur fils. Bien qu’elle soit séduisante, elle est froide et calculatrice, et n'est intéressée que par le pouvoir qu'elle pourra avoir sur les superpuissances à travers le monde une fois qu'elle se sera rendue maître de l'arme nucléaire russe. Elle tue Elena pour punir Dom de ne pas lui avoir entièrement obéi, et est furieuse de découvrir qu'il a monté un plan impliquant les frères Shaw pour récupérer son fils. Elle parvient à s'enfuir en parachute à la suite d'une confrontation avec Deckard.
Sans le savoir, Cipher avait de nombreux liens avec plusieurs antagonistes des précédents films. En effet, elle avait engagé Owen Shaw et sa bande pour qu’ils lui ramènent la pièce nécessaire au fonctionnement du générateur d'ondes électro-magnétiques. De plus, pour qu’il puisse mener à bien sa mission, Owen a collaboré avec Arturo Braga pour l’aider à faire passer de l'armement et de l’argent pour financer ses projets. De plus, Cipher a parallèlement embauché Mose Jakande avec pour mission de retrouver l’œil de Dieu en kidnappant son créateur Ramsey. Ainsi, Arturo Braga tout comme Jakande, Owen et ses complices (Vegh, Klaus, Riley...), faisaient partie du réseau de Cipher.
Dans le dixième opus, elle demande de l’aide à son propre ennemi Dom face à une nouvelle grande menace, lié au passé de Dom : Dante Reyes.
Apparitions
- Fast and Furious 8 (2017)
- Fast and Furious 9 (2021)
- Fast and Furious 10 (2023)

### Connor Rhodes
Interprété par Kristofer Hivju.

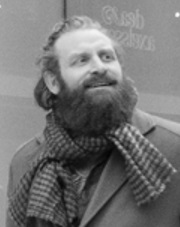

Connor Rhodes est le bras droit de Cipher dans Fast and Furious 8, c'est un très bon informaticien. Letty le reconnait pour avoir travaillé avec lui quand elle avait perdu la mémoire et travaillait pour Owen Shaw. Il tue Elena sous l'ordre de Cipher. Faisant équipe avec Dom, ce dernier le trahit quand il tente de tirer sur son équipe et le tue en lui brisant la nuque, vengeant Elena.
Apparitions
- Fast and Furious 8 (2017)

### Dante Reyes
Interprété par Jason Momoa.

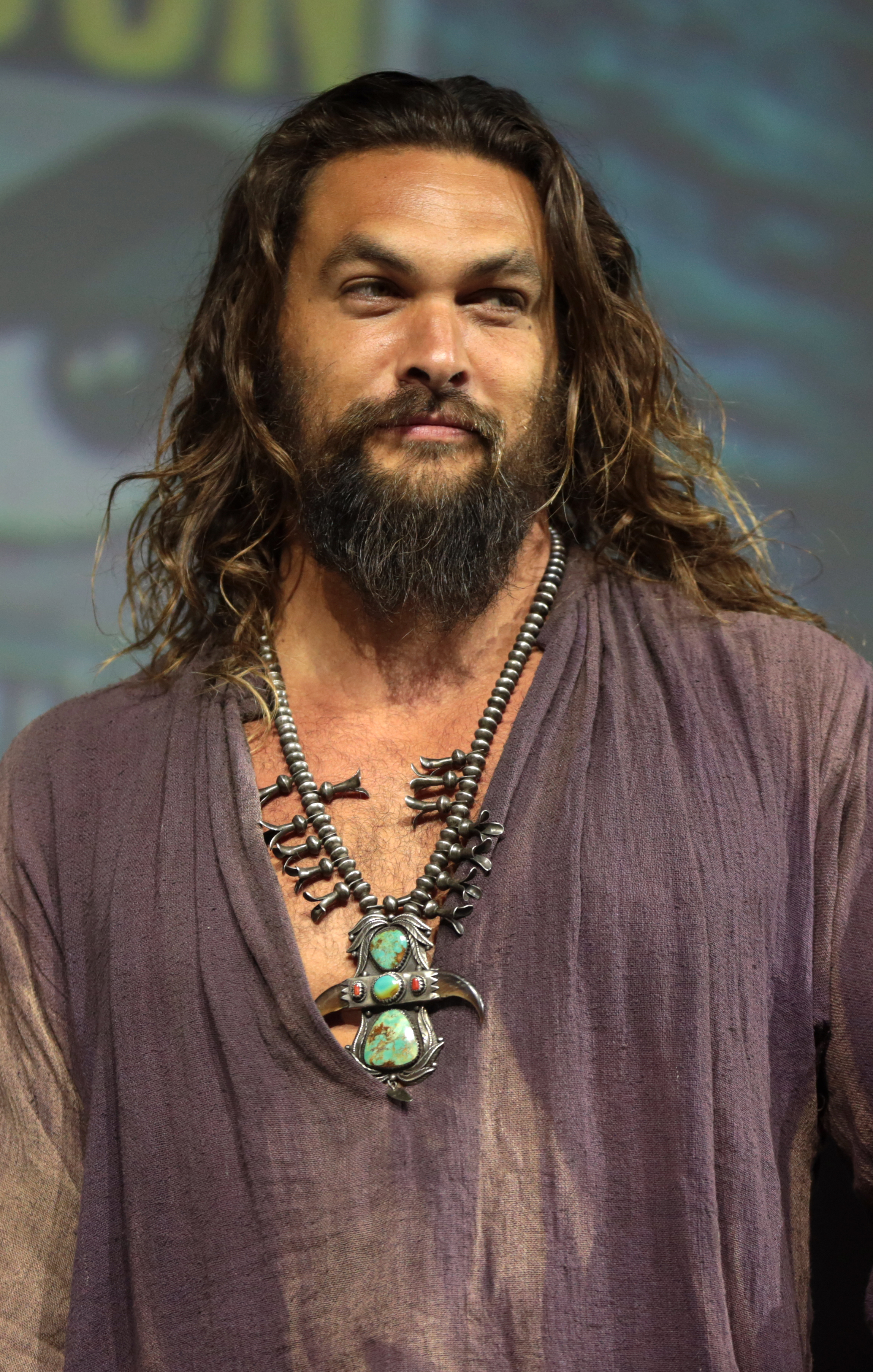

Dante Reyes est le fils de l'ancien baron de la drogue, Hernan Reyes. Douze ans après la mort de son père dans Fast and Furious 5 en 2011, il cherche à se venger en traquant Dominic et sa famille dans les quatre coins du monde.
Apparitions
- Fast and Furious 10 (2023)
- Fast and Furious 11 (2025)
- Fast and Furious: Hobbs and Reyes (date inconnue)

### Aimes
Interprété par Alan Ritchson
Aimes est le directeur de l'Agence à la suite de la disparition de Mr. Personne, il aide Dominic Toretto à essayer de sauver Brian Marcos, mais cela s'avère être une ruse après qu'il a tiré sur un avion transportant Tej, Roman, Ramsey et Han à l'intérieur, révélant ainsi son partenariat avec les Reyes depuis le jour du vol du coffre-fort des Reyes.
Apparitions
- Fast and Furious 10 (2023)
- Fast and Furious 11 (2025)